# Zamach stanu w Hondurasie (2009)

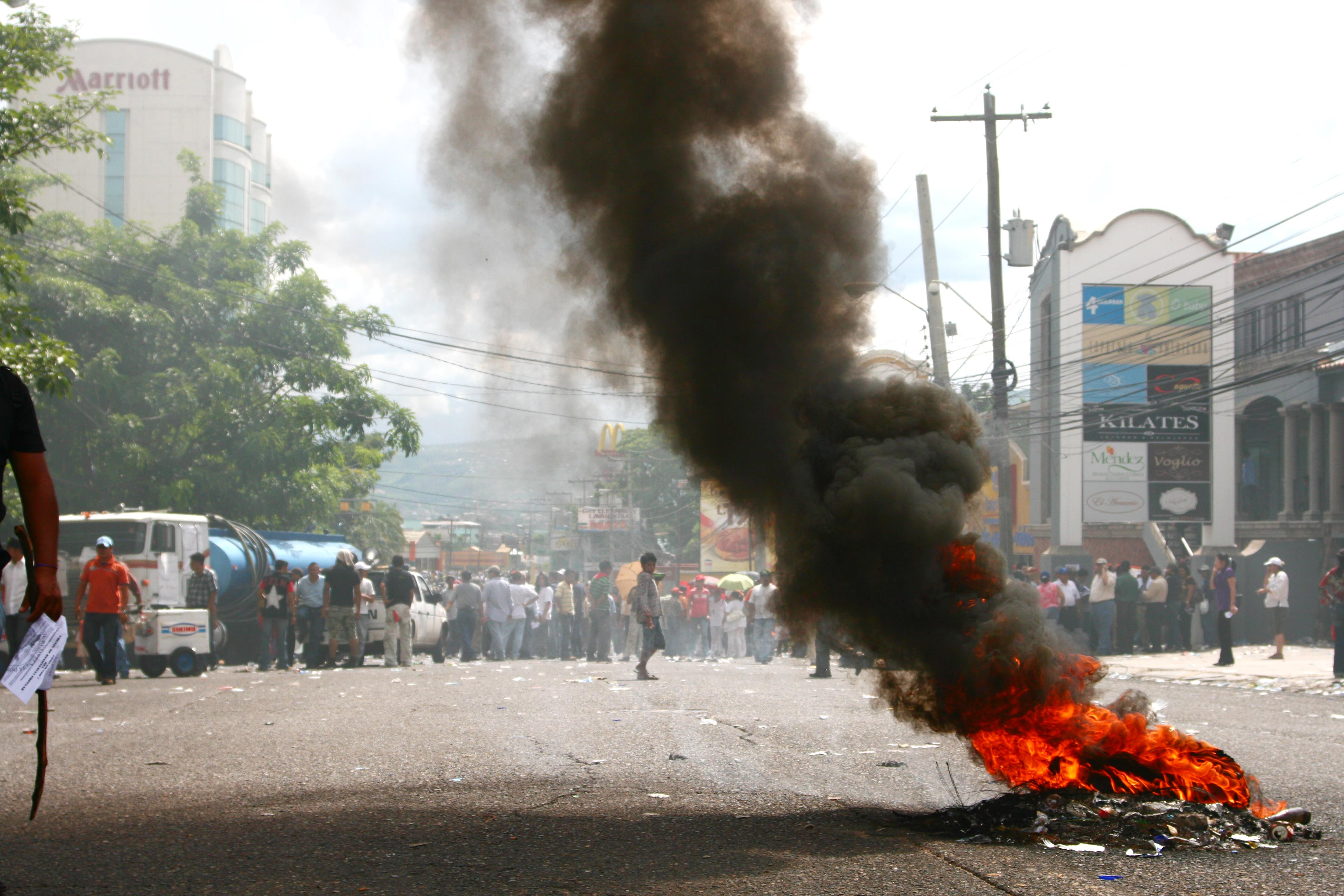
Zamieszki w stolicy Hondurasu po dokonanym zamachu stanu, czerwiec 2009

Zamach stanu i kryzys polityczny w Hondurasie w 2009 – wojskowy zamach stanu, dokonany w Hondurasie 28 czerwca 2009 przeciw prezydentowi Manuelowi Zelayi. Jego konsekwencją był siedmiomiesięczny kryzys w kraju o charakterze politycznym, gospodarczym i społecznym, który odbił się szerokim echem za granicą i zaangażował społeczność międzynarodową zachodniej półkuli.
28 czerwca 2009 w Tegucigalpie prezydent Zelaya został aresztowany przez wojsko i przewieziony samolotem do Kostaryki. W kraju funkcję p.o. prezydenta objął przewodniczący parlamentu, Roberto Micheletti. Powodem usunięcia prezydenta były podejmowane przez niego działania, stojące – zdaniem parlamentu i wymiaru sprawiedliwości – w sprzeczności z konstytucją i prowadzące do jego reelekcji. Zamach doprowadził do polaryzacji społeczeństwa, podzielonego na dwa wrogie obozy, popierające z jednej strony Zelayę lub rząd tymczasowy z drugiej. W kraju doszło do niepokojów społecznych i chaosu gospodarczego. W wyniku organizowanych przez oba obozy manifestacji i siłowej reakcji służb bezpieczeństwa, zginęło w sumie co najmniej 6 osób. Oprócz stosowania przemocy wobec zwolenników obalonego prezydenta, rząd tymczasowy ograniczył wolność mediów i dopuścił się szeregu naruszeń praw obywatelskich.
Zelaya nie pogodził się z utratą władzy i rozpoczął za granicą wysiłki dyplomatyczne, mające na celu przywrócenie go na stanowisko. Kilkakrotnie podejmował również bezpośrednie próby powrotu do Hondurasu, czemu sprzeciwiał się powołany przez Michelettiego rząd, grożąc oskarżeniem go o zdradę stanu i nadużycie władzy oraz postawieniem przed obliczem sądu. Na początku lipca 2009 Zelaya próbował dostać się do kraju drogą powietrzną, a następnie podjął się wysiłku przekroczenia granicy od strony Nikaragui. Dopiero pod koniec września zdołał niezauważony przedostać się do stolicy, gdzie schronił się w brazylijskiej ambasadzie.
Usunięcie prezydenta Zelayi zostało zgodnie potępione przez całą społeczność międzynarodową. ONZ przyjęła rezolucję wzywającą Honduras do przywrócenia Zelayi na stanowisko prezydenta i zaapelowała do swoich członków o nieuznawanie innej władzy w tym państwie. OPA na początku lipca zażądała przywrócenia prezydenta, a następnie zawiesiła Honduras w prawach członka. Oprócz gestów potępienia, społeczność podjęła wysiłki dyplomatyczne na rzecz zakończenia kryzysu. W lipcu, z powodu nieprzejednanego stanowiska rządu tymczasowego, fiaskiem zakończyły się trzy tury rozmów negocjacyjnych przy mediacji prezydenta Oscara Ariasa.
W październiku 2009, już po przedostaniu się Zelayi do ambasady Brazylii, negocjacje zostały wznowione. Ich celem było wyjście z kryzysu przed listopadowymi wyborami prezydenckimi. Porozumienie, wypracowane po kilku tygodniach rozmów i podpisane pod koniec października, zakładało jego powrót na stanowisko po uprzedniej zgodzie wyrażonej przez parlament. Implementacja porozumienia okazała się skomplikowana, a parlament na początku grudnia 2009, a więc już po wyborach, opowiedział się przeciw przywróceniu go na urząd, co zamykało Zelayi drogę powrotu do władzy.
Kryzys polityczny zakończył się pod koniec stycznia 2010, po siedmiu miesiącach od czasu zamachu stanu. Zelaya nie odzyskał władzy. 27 stycznia 2010, w dniu końca jego konstytucyjnej kadencji, nowym prezydentem został zaprzysiężony zwycięzca wyborów, Porfirio Lobo Sosa. Tego samego dnia Zelaya opuścił Honduras i udał się do Dominikany, a parlament uchwalił amnestię polityczną dla wszystkich uczestników zamachu. Manuel Zelaya powrócił do kraju 28 maja 2011 na mocy porozumienia z prezydentem Lobo Sosą, po wcześniejszym anulowaniu przez sąd nakazu aresztowania i wszystkich zarzutów wobec jego osoby.

## Geneza

Honduras na mapie Ameryki Środkowej

W wyborach prezydenckich w listopadzie 2005 nowym prezydentem Hondurasu został wybrany Manuel Zelaya, wywodzący się z Partii Liberalnej Hondurasu. 27 stycznia 2006 rozpoczął czteroletnią kadencję prezydencką. W czasie rządów odsunął się od głównego nurtu swojej partii, prowadząc politykę o coraz bardziej lewicowym charakterze. Nawiązał bliższą współpracę z lewicowymi przywódcami Wenezueli i Nikaragui, czego efektem było wejście Hondurasu do regionalnej organizacji ALBA w 2008.
Przyczyną zamachu stanu w Hondurasie było dążenie prezydenta Manuela Zelayi do przeprowadzenia niewiążącego głosowania, mającego ocenić poparcie społeczne dla zwołania Zgromadzenia Konstytucyjnego w celu zmiany konstytucji. W przypadku zgody obywateli, Zelaya planował przeprowadzenie wiążącego referendum w tej sprawie razem z wyborami prezydenckimi, parlamentarnymi i lokalnymi w listopadzie 2009. Zgromadzenie Konstytucyjne, organ samodzielny w stosunku do parlamentu, był jedyną instytucją upoważnioną do zmiany ustawy zasadniczej. Intencją Zelayi było wprowadzenie do niej poprawek, dopuszczających reelekcję głowy państwa. Kadencja prezydenta upływała w styczniu 2010 i według obowiązującej konstytucji nie mógł powtórnie ubiegać się o mandat.
24 marca 2009 prezydent ogłosił zamiar przeprowadzenia konsultacyjnego głosowania w niedzielę 28 czerwca 2009. Przewodniczący parlamentu, Roberto Micheletti zwrócić wówczas uwagę, że zmiana części przepisów konstytucji jest niemożliwa. Oświadczył, że organizacja referendum w tej kwestii byłaby przestępstwem. Zgodnie z artykułem 374 konstytucji Hondurasu, część jej przepisów nie mogła być zmieniona w żadnym przypadku (en ningún caso). Te tzw. wzmocnione klauzule odnosiły się do samego artykułu 374, artykułów określających formę rządów, dotyczących terytorium narodowego, kadencji prezydenta oraz zakazu reelekcji dla każdego obywatela, niezależnie od tytułu. Dodatkowo artykuł 239 stanowił, że w przypadku złamania, jak również bezpośredniego lub pośredniego wspierania łamania przepisu o zakazie reelekcji prezydenta bądź wystąpienia z propozycją jego reformy, każdy obywatel natychmiast przestaje pełnić swoje funkcje publiczne i zostaje objęty zakazem ich zajmowania przez okres 10 lat.
23 czerwca 2009 planom przeprowadzenia głosowania sprzeciwił się Kongres Narodowy. Uchwalił on ustawę, zakazującą organizowania referendum bądź plebiscytu na 180 dni przed wyborami. Wybory prezydenckie w Hondurasie przewidziane były na listopad 2009. 24 czerwca organizację głosowania za bezprawną uznał także Sąd Najwyższy oraz Najwyższy Trybunał Wyborczy.
Udziału w organizacji głosowania odmówił szef wojska, generał Romeo Vasquez. Sprzeciwił się on m.in. dystrybucji urn wyborczych i zabezpieczeniu głosowania. 24 czerwca prezydent Zelaya usunął go ze stanowiska. W odpowiedzi minister spraw wewnętrznych, Edmundo Orellana, złożył na ręce prezydenta swoją dymisję. Do dymisji podali się również szefowie sztabów marynarki i lotnictwa. 25 czerwca decyzję prezydenta anulował Sąd Najwyższy i rozkazał przywrócenie generała Vasqueza na stanowisko szefa armii. Prezydent odmówił wykonania decyzji sądu, mówiąc do swoich zwolenników, że „sąd, który orzeka na korzyść silnych, bogatych i bankierów, stwarza tylko problemy dla demokracji”. Pomimo sprzeciwu sądu i parlamentu, prezydent Zelaya nie zrezygnował z planów przeprowadzenia głosowania. 25 czerwca 2009, na czele grupy swoich zwolenników, siłą dostał się stołecznej bazy sił powietrznych, z której odebrał karty i urny wyborcze, przywiezione samolotem z Wenezueli, z obawy przed ich zajęciem lub zniszczeniem. W kolejnych godzinach i dniach zwolennicy prezydenta rozpoczęli dystrybucję materiałów wyborczych do 15 tys. punktów wyborczych w całym kraju, podczas gdy Sąd Najwyższy nakazał ich konfiskatę.
26 czerwca 2009 Sąd Najwyższy wydał w tajemnicy nakaz aresztowania wystawiony na nazwisko Zelayi, oskarżając go m.in. o zdradę stanu i nadużycie władzy. Oskarżył go o naruszenie konstytucji w związku z przygotowywanym głosowaniem, które wcześniej uznał za bezprawne. Zgodnie z nakazem, prezydent miał być zatrzymany w swojej rezydencji w Tegucigalpie. Zelaya oskarżył sąd o próbę dokonania zamachu stanu i ogłosił w radiu i telewizji dystrybucję urn i kart wyborczych przed niedzielnym referendum. Stwierdził, że głosowanie jest prawnie dopuszczalnie, gdyż nie ma wiążącego charakteru, jest badaniem opinii publicznej i nie wprowadza żadnych nowych praw. Parlament rozpoczął debatę nad odwołaniem prezydenta i postanowił powołać specjalną komisję kontrolującą jego działania.

## Zamach stanu

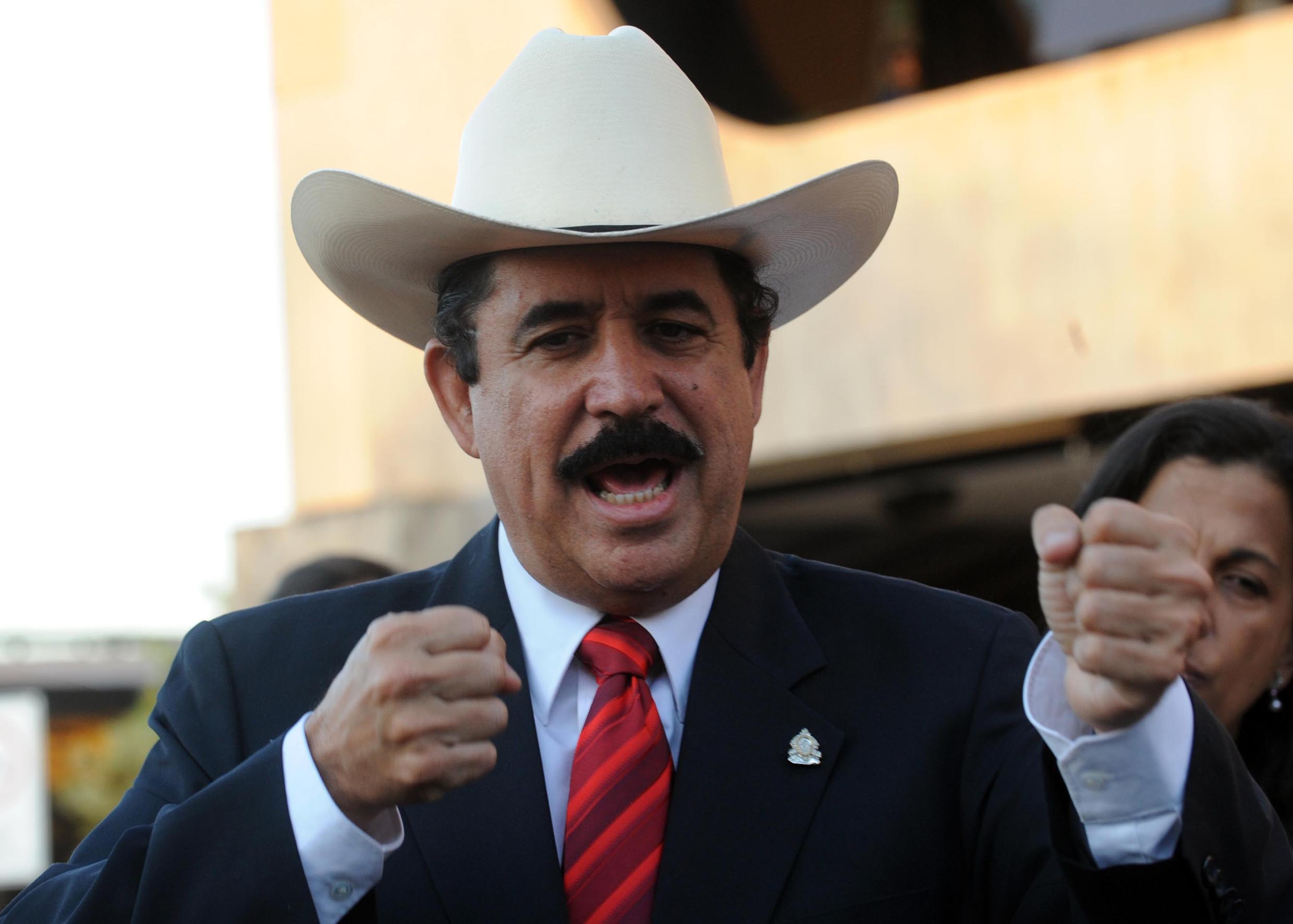
Odsunięty od władzy prezydent Manuel Zelaya

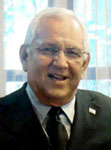
Roberto Micheletti

28 czerwca 2009 tuż przed świtem, w dzień planowanego referendum, wojsko opanowało rezydencję prezydenta w stolicy Hondurasu, Tegucigalpie. Prezydent został zatrzymany i w asyście żołnierzy przetransportowany do bazy sił powietrznych na obrzeżach stolicy. Następnie został przewieziony samolotem do San José w Kostaryce. Po wylądowaniu w stolicy Kostaryki Zelaya oświadczył, że został zatrzymany przez żołnierzy wprost w piżamie i wezwał swoich zwolenników w kraju do stawienia oporu odpowiedzialnym za jego aresztowanie. Wydarzenia określił mianem „spisku dokonanego przez zagorzałą elitę, która chce tylko izolacji kraju”. Jak relacjonował, został zbudzony przez strzały i krzyki swojej straży, która stawiała opór wojsku przez co najmniej 20 minut. By uchronić się przed kulami, schronił się za klimatyzacją, po czym został zatrzymany przez 10 zamaskowanych żołnierzy. Działania wojska uznał za „zamach” i „porwanie”. Powiedział, że nie uznaje żadnego swojego następcy i pragnie ukończyć sprawowanie mandatu.
28 czerwca 2009 Kongres Narodowy podjął uchwałę o usunięciu prezydenta Manuela Zelayi z urzędu. Funkcję p.o. prezydenta objął przewodniczący Kongresu Narodowego Roberto Micheletti, który tego samego dnia został zaprzysiężony. Na posiedzeniu parlamentu przedstawiony został rzekomy list rezygnacyjny prezydenta Zelayi. Prezydent Zelaya zaprzeczył jednakże sporządzeniu jakiegokolwiek listu. Kongres ogłosił, że tymczasowy prezydent będzie pełnił władzę do 27 stycznia 2010, dnia zakończenia konstytucyjnej kadencji prezydenta Zelayi. Jako przyczynę jego odsunięcia podał „wielokrotne naruszenia konstytucji i prawa oraz zignorowanie decyzji instytucji sądowniczych”. Micheletti zarządził wprowadzenie godziny policyjnej w całym kraju w godzinach 21:00-6:00. Stwierdził, że nie przejmuje władzy „pod piętnem zamachu stanu”, lecz „wskutek absolutnie legalnego procesu transferu”, a armia działała w zgodzie z konstytucją. Wojska bronili również członkowie Sądu Najwyższego, którzy stwierdzili, że jego działania mieściły się w ramach sądowego nakazu aresztowania.
Według wenezuelskiego ambasadora przy OPA, ambasadorzy Kuby, Wenezueli i Nikaragui zostali aresztowani przez wojsko i przewiezieni do bazy lotniczej. Aresztowana została również minister spraw zagranicznych Hondurasu, Patricia Rodas.
W Tegucigalpie wojsko wyprowadziło na ulice czołgi i obsadziło najważniejsze budynki państwowe. Nad miastem krążyły wojskowe śmigłowce. Na większą część dnia odcięta została elektryczność. Społeczeństwo zostało odcięte od informacji, w radiu i telewizji nie pojawiły się żadne wiadomości. W proteście przeciw usunięciu z urzędu prezydenta Zelayi, około 2 tysięcy jego zwolenników zgromadziło się na głównym placu Tegucigalpy. Jego zwolennicy, część z nich zamaskowana i z kijami w ręku, wznosili barykady i niszczyli billboardy w centrum stolicy, blokując drogi prowadzące do pałacu prezydenckiego. W środku pałacu zainstalowało się wojsko.

## Kryzys polityczny po zamachu
| Przebieg wydarzeń     | Przebieg wydarzeń |
| --------------------- | --- |
| 24 marca 2009         | Przedstawienie przez prezydenta Zelayi planu organizacji konsultacyjnego głosowania na temat zwołania Zgromadzenia Narodowego w celu zmiany konstytucji w dniu 28 czerwca 2009. |
| 23-24 czerwca 2009    | Sprzeciw Kongresu Narodowego, Sądu Najwyższego, komisji wyborczej i wojska wobec planów prezydenta.                                                                             |
| 26 czerwca 2009       | Wydanie przez Sąd Najwyższy tajnego nakazu aresztowania prezydenta w oparciu o zarzuty zdrady stanu i nadużycia władzy.                                                         |
| 28 czerwca 2009       | Zamach stanu w dniu planowanego referendum. Obalenie prezydenta Zelayi przez wojsko i przewiezienie go do Kostaryki. Wybór Roberto Michelettiego na stanowisko p.o. prezydenta. |
| 29 czerwca 2009       | Początek protestów zwolenników obalonego prezydenta, śmierć jednej osoby w czasie starć z policją.                                                                              |
| 4 lipca 2009          | Zawieszenie Hondurasu w prawach członka OPA, po wcześniejszym 3-dniowym ultimatum, żądającym przywrócenia Zelayi.                                                               |
| 5 lipca 2009          | Nieudana próba powrotu prezydenta Zelayi do Tegucigalpy. Śmierć jednej osoby w starciach z policją przed lotniskiem.                                                            |
| 9 lipca 2009          | Pierwsze rozmowy Zelayi i Michelettiego z prezydentem Kostaryki Oscarem Ariasem.                                                                                                |
| 18-19 lipca 2009      | Druga runda negocjacji pod przewodnictwem prezydenta Ariasa. |
| 22 lipca 2009         | Trzecia runda negocjacji zakończona brakiem porozumienia. |
| 24 lipca 2009         | Przekroczenie granicy Hondurasu przez prezydenta Zelayę od strony Nikaragui. Starcia jego zwolenników z wojskiem w El Paraiso – jedna ofiara śmiertelna.                        |
| 30 lipca 2009         | Utworzenie Ludowej Armii Pokojowego Oporu. Starcia zwolenników Zelayi z policją w Tegucigalpie – jedna ofiara śmiertelna.                                                       |
| 24-25 sierpnia 2009   | Zakończona fiaskiem misja OPA w Hondurasie, mająca na celu przyjęcie Porozumienia z San Jose.                                                                                   |
| 29 sierpnia 2009      | Początek kampanii wyborczej przed wyborami prezydenckimi w listopadzie w 2009 pośród krytyki społeczności międzynarodowej i zapowiedzi nieuznania ich wyników.                  |
| 21 września 2009      | Przedostanie się Zelayi do Hondurasu i pobyt w ambasadzie brazylijskiej w Tegucigalpie. Śmierć dwóch osób w czasie demonstracji przed ambasadą.                                 |
| 27 września 2009      | Wprowadzenie przez rząd (obowiązującego do 5 października) dekretu ograniczającego swobody obywatelskie.                                                                        |
| 7 października 2009   | Wznowienie rozmów negocjacyjnych w Tegucigalpie pod auspicjami OPA. |
| 29 października 2009  | Podpisanie porozumienia, przewidującego przywrócenie Zelayi na stanowisko prezydenta za zgodą parlamentu i utworzenie wspólnego rządu.                                          |
| 29 listopada 2009     | Wybory generalne w Hondurasie, zwycięstwo Porfirio Lobo Sosy. |
| 2 grudnia 2009        | Sprzeciw parlamentu wobec powrotu Zelayi do władzy. |
| 20 stycznia 2010      | Porozumienie ws. możliwości wyjazdu Zelayi do Dominikany. |
| 21-26 stycznia 2010   | Proces wojskowych oskarżonych o „nadużycie władzy” w związku z zamachem stanu.                                                                                                  |
| 13 i 26 stycznia 2010 | Uchwalenie przez parlament amnestii politycznej dla uczestników zamachu. |
| 27 stycznia 2010      | Zaprzysiężenie Porfirio Lobo Sosy jako nowego prezydenta Hondurasu. Opuszczenie kraju przez Manuela Zelayę, wylot na Dominikanę.                                                |

### Działania dwóch stron konfliktu (29–30 czerwca)
29 czerwca 2009 obalony prezydent Zelaya udał się do Managui w Nikaragui, gdzie spotkał się z przywódcami ALBA. Uznał, że demokracja w Hondurasie jest zagrożona: „Jeśli do kontrolowania rządu używana jest siła, oznacza to zanik demokracji jako systemu sprawowania władzy. Wszystko to, co jest uważane za osiągnięcie XXI wieku jest zagrożone”. Ogłosił, że zamierza powrócić do Hondurasu w czwartek 2 lipca i zaprosił innych liderów państw OPA, bu mu towarzyszyli. Gotowość do tego zadeklarował sekretarz generalny OPA José Miguel Insulza.
We wtorek 30 czerwca prezydent Zelaya udał się do Nowego Jorku, gdzie wziął udział w specjalnej sesji Zgromadzenia Ogólnego ONZ. Zgromadzenie Ogólne ONZ przyjęło rezolucję wzywającą wszystkie państwa członkowskie ONZ do przywrócenia Zelayi na stanowisko i nieuznawania innego rządu niż jego. Zelaya w wystąpieniu na forum organizacji podziękował za wyrażenie mu poparcia i uchwalenie „historycznej rezolucji”. Zadeklarował, że nie będzie ubiegał się o reelekcję po powrocie do kraju, nawet gdyby został o to poproszony.
Tego samego dnia Roberto Micheletti powołał 6 nowych członków rządu, w tym ministra spraw zagranicznych, ministra finansów i ministra obrony. Stwierdził, że „w Hondurasie jest dzisiaj więcej demokracji, niż było trzy dni temu”. Enrique Ortez, nowy minister spraw zagranicznych, zagroził, że w przypadku powrotu Zelaya zostanie natychmiast aresztowany i oskarżony o złamanie konstytucji oraz związki z handlem narkotykami i zorganizowaną przestępczością.

### Ultimatum i zawieszenie w OPA (1–4 lipca)
1 lipca 2009 Organizacja Państw Amerykańskich, na specjalnym szczycie w Waszyngtonie, dała władzom Hondurasu trzy dni na przywrócenie Manuela Zelayi na stanowisko prezydenta, grożąc w przeciwnym razie zawieszeniem kraju w członkostwie w organizacji. Sekretarz generalny OPA, Jose Miguel Insulza, określił wydarzenia jako „zamach w starym stylu”: „Myśleliśmy, że jesteśmy w czasach, kiedy wojskowe zamachy stanu nie są dłużej możliwe na zachodniej półkuli”. Francja, Hiszpania, Włochy, Chile i Kolumbia wycofały z Hondurasu swoich ambasadorów.
Prezydent Zelaya, w związku z ultimatum OPA, postanowił przełożyć swój powrót do kraju. 1 lipca udał się do Panamy, gdzie wziął udział w ceremonii zaprzysiężenia prezydenta Ricardo Martinelliego. Oprócz Insulzy ofertę towarzyszenia Zelayi w czasie powrotu do kraju złożyli prezydent Argentyny Cristina Fernández de Kirchner oraz prezydent Ekwadoru Rafael Correa.
P.o. prezydenta Roberto Micheletti odrzucił żądanie OPA. Stwierdził, że cały Kongres podjął decyzję o usunięciu Zelayi w ramach „konstytucyjnej sukcesji”. Micheletti zapowiedział wysłanie do Waszyngtonu delegacji w celu spotkania się z sekretarzem generalnym OPA i wyjaśnienia mu „co naprawdę zdarzyło się” w Hondurasie. José Miguel Insulza zdementował jednak informacje o jakimkolwiek spotkaniu.
Władze Hondurasu jeszcze bardziej ograniczyły swobody obywatelskie w kraju, zawieszając na czas godziny policyjnej 4 artykuły konstytucji mówiące o zakazie więzienia bez wyroku sądowego, o obowiązku postawienia zarzutów zatrzymanym w ciągu 24 godzin, wolności zrzeszania się oraz o swobodzie przemieszczania się i prawie powrotu do ojczyzny.
2 lipca tymczasowy rząd w Hondurasie oznajmił, że jest gotowy przeprowadzić wcześniejsze wybory prezydenckie w celu zakończenia kryzysu. Prezydent Zelaya z Panamy udał się do Salwadoru i ogłosił zamiar powrotu do kraju w niedzielę 5 lipca, już po upływie terminu ultimatum OPA. Przewodniczący parlamentów państw Ameryki Łacińskiej z Argentyny, Boliwii, Chile, Ekwadoru, Kuby, Meksyku i Wenezueli zobowiązali się towarzyszyć mu w powrocie do kraju. Zelaya zadeklarował, że jest gotów „przebaczyć” i ułaskawić odpowiedzialnych za przeprowadzenie zamachu stanu.
3 lipca 2009 sekretarz generalny OPA, Jose Miguel Insulza, udał się do Hondurasu, aby nakłonić nową administrację do przywrócenia prezydenta Zelayi. Spotkał się z sędziami Sądu Najwyższego. Jorge Rivera, przewodniczący Sądu Najwyższego sprzeciwił się żądaniom OPA, stwierdzając, że przeciwko Zelayi wystosowano nakaz aresztowania. Insulza, nie chcąc legitymizować nowej władzy, nie spotkał się z p.o. prezydenta Robertem Michelettim. Minister spraw zagranicznych Hondurasu, Enrique Ortez powiedział, że jego rząd „może negocjować z OPA wszystko, oprócz sytuacji dotyczącej Zelayi”. Dodał, że „nie może on wrócić do Hondurasu”, a w przypadku powrotu zostanie aresztowany i osądzony”. 3 lipca rząd tymczasowy ogłosił wyjście Hondurasu z OPA. W liście do tej organizacji stwierdzał, że „wewnątrz OPA nie ma miejsca dla Hondurasu, państwa które miłuje wolność i broni swojej suwerenności”. W ciągu dnia, na ulicach Tegucigalpy w dalszym ciągu trwały protesty przeciwników i zwolenników prezydenta. (Więcej w sekcji Protesty mieszkańców).
4 lipca, w dniu wygaśnięcia ultimatum, OPA zawiesiła Honduras w prawach członka. Decyzję tę poparły wszystkie 33 państwa członkowskie organizacji (Honduras nie głosował). Była to druga tego typu decyzja w historii OPA, po tym jak w 1962 zawieszona została Kuba za jej związki z ZSRR. P.o. prezydenta Micheletti stwierdził, że „OPA jest organizacją polityczną, a nie sądem i dlatego nie może sądzić nikogo”. Tego samego dnia Zelaya ogłosił, że zamierza nazajutrz wrócić do ojczyzny. Stwierdził, że „jest to powrót prezydenta wybranego dzięki suwerennej woli narodu”. Wezwał swoich zwolenników do dołączenia do niego „bez broni” w chwili lądowania w stolicy. Lider kościoła katolickiego w Hondurasie, kardynał Óscar Andrés Rodríguez Maradiaga, wezwał Zelayę do powstrzymania się od powrotu w celu uniknięcia „krwawej łaźni”. Zaapelował do niego o przemyślenie swoich decyzji nim będzie za późno.

### Próba powrotu Zelayi do kraju (5 lipca)

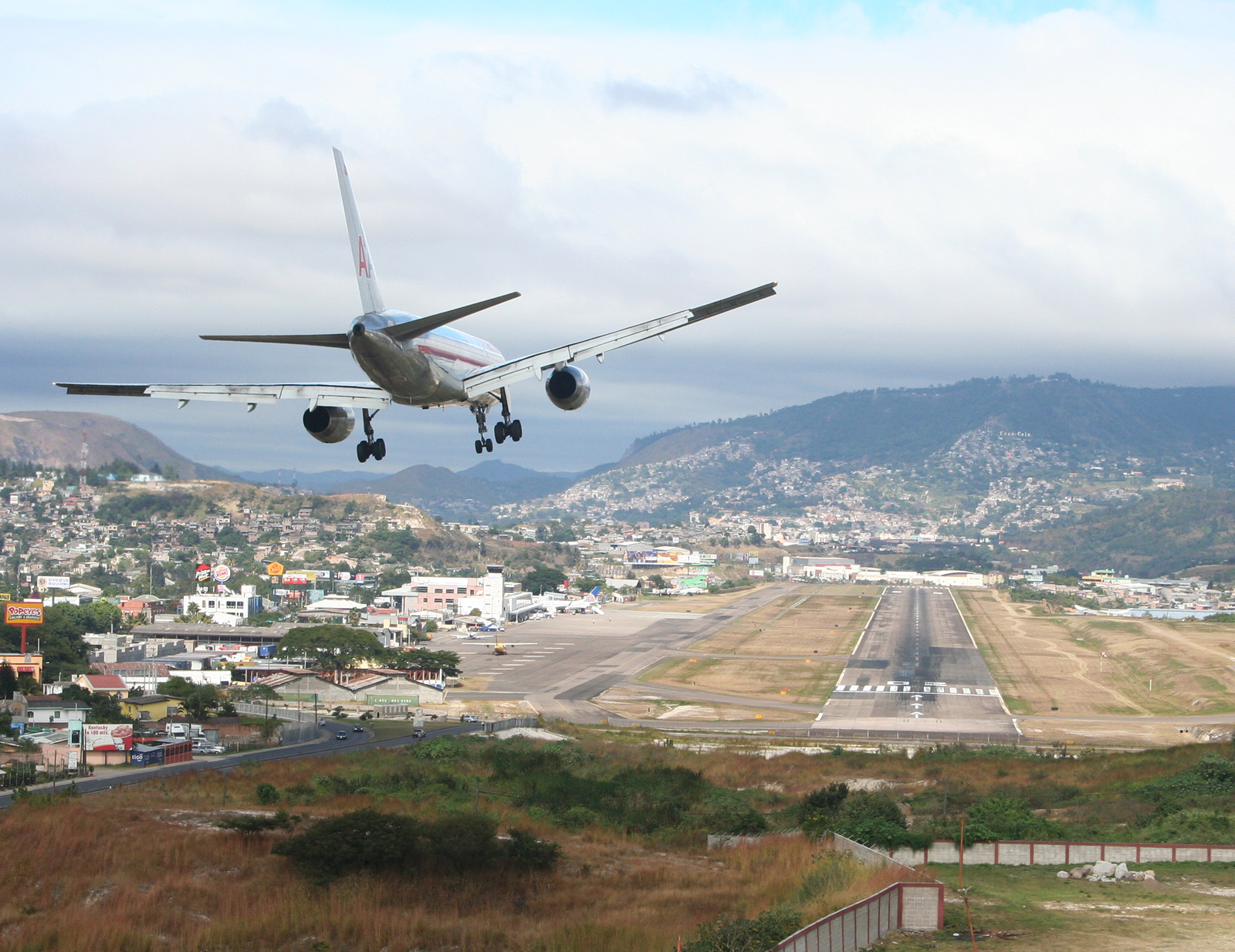
Port lotniczy Toncontin w Tegucigalpie

Zgodnie z zapowiedzią, 5 lipca 2009 prezydent Zelaya podjął próbę powrotu do kraju i po południu wystartował z lotniska w Waszyngtonie w kierunku Tegucigalpy. Minister spraw zagranicznych Hondurasu, Enrique Ortez, ogłosił, że samolot Zelayi nie uzyska zgody na lądowanie w kraju. Na pokładzie małego odrzutowca towarzyszył mu przewodniczący Zgromadzenia Ogólnego ONZ. Drugim samolotem, w kierunku Hondurasu, udali się prezydenci Argentyny, Ekwadoru i Paragwaju oraz sekretarz generalny OPA. Prezydencki samolot krążył nad lotniskiem Toncontin, nie dostał jednak zezwolenia na lądowanie i nie mógł tego uczynić, gdyż na płycie lotniska zostały rozlokowane samochody wojskowe. Teren lotniska został obstawiony przez służby bezpieczeństwa. Ostatecznie Zelaya wylądował w Managui w Nikaragui, gdzie spotkał się z prezydentem Danielem Ortegą. Następnie udał się do Salwadoru, gdzie wylądował również drugi samolot z szefami latynoamerykańskich państw. Zelaya stwierdził, że „zrobi wszystko, co możliwe”, by dostać się do Hondurasu: „Gdybym musiał skoczyć na spadochronie, wyskoczyłbym natychmiast z samolotu”. Zapowiedział kolejne próby powrotu do ojczyzny 6 lub 7 lipca.
Przed lotniskiem w Tegucigalpie zgromadziły się tysiące zwolenników prezydenta Zelayi. W chwili zbliżania się prezydenckiego samolotu doszło do starć manifestantów z policją. By odeprzeć napierający tłum, policja użyła gazu łzawiącego. W wyniku starć zginęła jedna osoba.
Rząd tymczasowy wyraził wolę prowadzenia rozmów z OPA, a Micheletti zaoferował wysłanie delegacji na rozmowy z organizacją. Jednocześnie oskarżył sąsiednią Nikaraguę o przegrupowanie wojsk pod granicę z Hondurasem i tym samym rozpoczęcie „psychologicznej inwazji”. Wezwał Nikaraguę do poszanowania suwerenności jego kraju, podkreślając jednak, że Honduras nie boi się jej bronić. Władze nikaraguańskie oficjalnie zaprzeczyły zarzutom Michelettiego.
6 lipca honduraska delegacja udała się do Waszyngtonu w celu przeprowadzenia rozmów z przedstawicielami OPA. Lotnisko Toncontin zamknięte zostało na 48 godzin.

### Droga do rozmów negocjacyjnych (7–10 lipca)

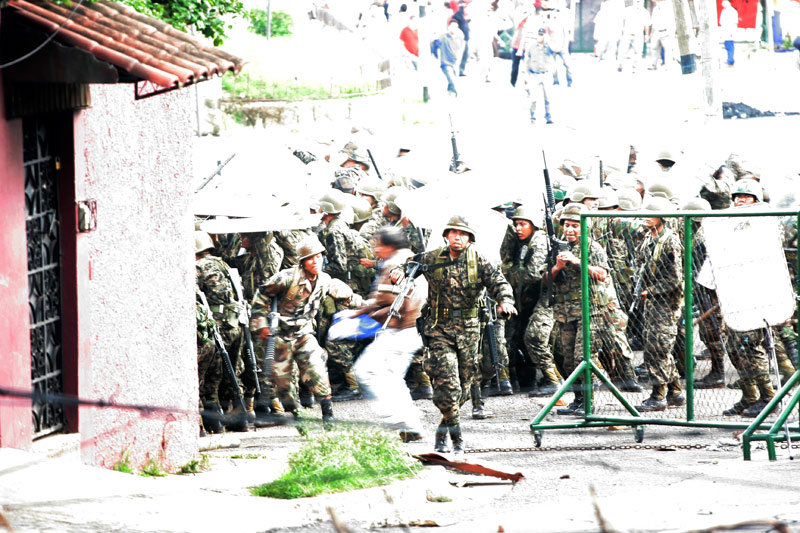
Wojsko na ulicach Tegucigalpy

Po nieudanej próbie powrotu, społeczność międzynarodowa rozpoczęła wysiłku na rzecz rozwiązania kryzysu na drodze porozumienia dwóch stron. 7 lipca prezydent Zelaya spotkał się w Waszyngtonie z sekretarz stanu Hillary Clinton. Clinton powtórzyła, że USA wspierają przywrócenie demokratycznego i konstytucyjnego porządku w Hondurasie. Powiedziała, że lepszym rozwiązaniem od kolejnych prób powrotu do kraju w obliczu nieprzejednanego sprzeciwu reżimu, byłoby rozwiązanie konfliktu poprzez wspólne rozmowy i dialog. Z inicjatywy Stanów Zjednoczonych obie strony zgodziły się na podjęcie rozmów negocjacyjnych przy mediacji laureata Pokojowej Nagrody Nobla, prezydenta Kostaryki Oscara Ariasa. Zelaya stwierdził, że jego powrót do kraju „jest nie do negocjowania”, a rozmowy będą tylko „planowaniem odejścia liderów zamachu”. Roberto Michelletti również zaakceptował mediację, oznajmiając, że „jest otwarty na dialog”. Óscar Arias powiedział, że celem negocjacji jest skłonienie dwóch stron „do zajęcia miejsca przy stole i przedyskutowania sprawy”. Ich początek zaplanowano na 9 czerwca 2009.
9 lipca w San José w Kostaryce doszło do spotkania Manuela Zelayi i Roberto Michelettiego z prezydentem Oscarem Ariasem, które nie przyniosły jednak żadnego przełomu. Przywódcy nie spotkali się również twarzą w twarz. Zelaya przed rozmową z Ariasem określił Michelettiego mianem „kryminalisty”. W czasie rozmowy z prezydentem ponowił żądanie natychmiastowego przywrócenia go na stanowisko szefa państwa. Micheletti stwierdził, że jest „całkowicie usatysfakcjonowany” rozmowami i zapowiedział „bezpośrednie posrawienie Zelayi przed obliczem sądu” w przypadku jego powrotu. 10 lipca rozmowy w Kostaryce kontynuowali negocjatorzy dwóch stron. Zakończyły się one bez porozumienia. Obie strony zadeklarowały jednak wolę prowadzenia dalszych negocjacji.

### Druga runda negocjacji (18–19 lipca)

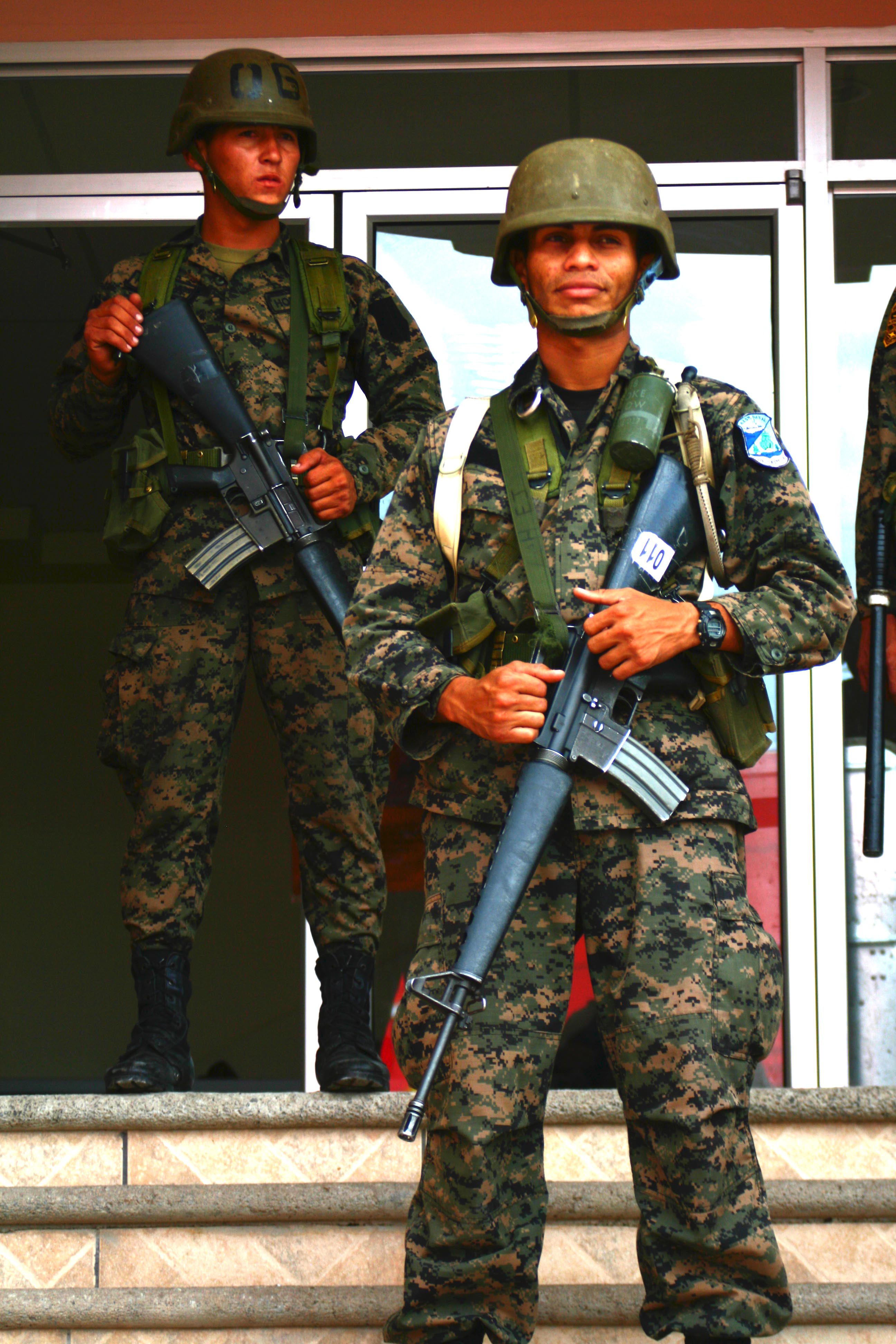
Wojsko obstawiające najważniejsze budynki w kraju

Pomimo fiaska pierwszych rozmów, międzynarodowe negocjacje były kontynuowane. 12 lipca 2009 władze Hondurasu zniosły obowiązującą od 28 czerwca godzinę policyjną, co argumentowały „osiągnięciem swoich celów”, „zmniejszeniem przestępczości w całym kraju oraz przywróceniem spokoju”. Prezydent Kostaryki Oscar Arias wezwał obydwie strony do podjęcia drugiej rundy rozmów w nadchodzącym tygodniu, natomiast Roberto Micheletti zaproponował Zelayi powrót do kraju i oddanie się w ręce wymiaru sprawiedliwości.
13 lipca Zelaya wystosował ultimatum do władz Hondurasu. Zażądał ich ustąpienia i przywrócenia go na stanowisko do końca tygodnia, do czasu zakończenia drugiej rundy rozmów.
15 lipca rząd tymczasowy Hondurasu przywrócił zniesioną 3 dni wcześniej godzinę policyjną. Godzina policyjna, obowiązująca odtąd od północy do godziny 5:00, została wprowadzona zdaniem władz z powodu „utrzymującego się zagrożenia” dla bezpieczeństwa państwa. P.o. prezydenta Roberto Micheletti ogłosił, że w celu zapewnienia pokoju i stabilności w kraju gotowy jest ustąpić z zajmowanego urzędu, pod warunkiem rezygnacji Manuela Zelayi z planów powrotu do Hondurasu. Swoje stanowisko przedstawił delegacji OPA w Tegucigalpie.
16 lipca, na dwa dni przed drugą rundą rozmów, prezydent Kostaryki Oscar Arias ogłosił, że w ich trakcie będzie proponował stworzenie w Hondurasie „rządu pojednania narodowego”. Rząd ten, na czele z prezydentem Zelaya, miałby się składać z większości obecnych ministrów. Zaproponował również uchwalenie ogólnonarodowej amnestii za przestępstwa polityczne. Jako niezbędny warunek przywrócenia stabilności i rządów prawa uznał przywrócenie na stanowisko prezydenta Zelaya, odrzucając pomysł rezygnacji Michelettiego na rzecz kogoś innego. W przeddzień wznowienia rozmów prezydent Zelaya zadeklarował, że niezależnie od ich wyniku zamierza powrócić do kraju.
18 lipca w stolicy Kostaryki rozpoczęła się druga rozmów negocjacyjnych mających zakończyć kryzys polityczny. W rozmowach wzięli udział osobiście prezydent Zelaya oraz p.o. prezydenta Micheletti. Prezydent Arias zaproponował stronom przyjęcie 7-punktowego planu pokojowego. Głównymi jego założeniami było przywrócenie na stanowisko prezydenta Manuela Zelayi i dokończenie przez niego mandatu prezydenckiego upływającego 27 stycznia 2010; utworzenie rządu jedności i pojednania narodowego, złożonego z wszystkich głównych partii politycznych; wprowadzenie amnestii za wszystkie przestępstwa polityczne popełnione przed i po 28 czerwca; porzucenie przez Zelayę planów zorganizowania powszechnego referendum; przeniesienie przyszłych wyborów prezydenckich z listopada na październik 2009; przekazanie przez prezydenta dowództwa nad siłami zbrojnymi Najwyższemu Trybunałowi Wyborczemu na miesiąc przed przyszłymi wyborami prezydenckimi w celu zagwarantowania przejrzystości głosowania; utworzenie komisji nadzorującej wcielanie w życie niniejszego porozumienia i przywracania porządku konstytucyjnego, złożonej z zasłużonych obywateli Hondurasu i reprezentantów organizacji międzynarodowych.
Rząd tymczasowy Hondurasu odrzucił plan porozumienia, stwierdzając, że powrót Zelayi na stanowisko prezydenta jest niemożliwy i nie podlega negocjacjom. Prezydent Zelaya zgodził się na większość propozycji planu. Oznajmił jednak, że nie godzi się, by w skład rządu jedności weszły osoby odpowiedzialne za zamach stanu.
19 lipca delegacje obydwu stron kontynuowały negocjacje. Nie przyniosły one jednak przełomu i każda ze stron pozostała przy swoim stanowisku. Delegacja rządu tymczasowego raz jeszcze odrzuciła plan porozumienia, wykluczając możliwość powrotu Zelayi na stanowisko prezydenta. Delegacja Zelayi określiła postawę rządu mianem „zatwardziałej” i zagroziła całkowitym wycofaniem się z jakichkolwiek rozmów. Prezydent Arias poprosił o dodatkowe 72 godziny na przekonanie stron do rozwiązania konfliktu i wezwał do wznowienia rozmów w środę 22 lipca. Ostrzegł, że w przypadku nieosiągnięcia kompromisu, Hondurasowi mogłaby grozić wojna domowa i rozlew krwi, na co według niego nie zasługują jego mieszkańcy.
20 lipca, w obliczu porażki rozmów negocjacyjnych, Unia Europejska zawiesiła całą swoją pomoc budżetową dla Hondurasu, a sekretarz stanu USA Hillary Clinton w rozmowie z Roberto Michelettim wezwała go do kontynuowania negocjacji i zagroziła zawieszeniem całości amerykańskiej pomocy gospodarczej w wypadku ich niepowodzenia.
21 lipca Roberto Micheletti dał personelowi wenezuelskiej ambasady 72 godziny na opuszczenie Hondurasu. Oskarżył Wenezuelę o grożenie użyciem siły i mieszanie się w sprawy wewnętrzne Hondurasu. Poinformował, że z Caracas zostanie wycofany również personel ambasady honduraskiej. Przedstawiciele Wenezueli stwierdzili, że nie opuszczą placówki, gdyż nie uznają rządu Michelettiego, który „jest wspierany przez bagnety”.

### Trzecia runda negocjacji prezydenta Ariasa (22 lipca)

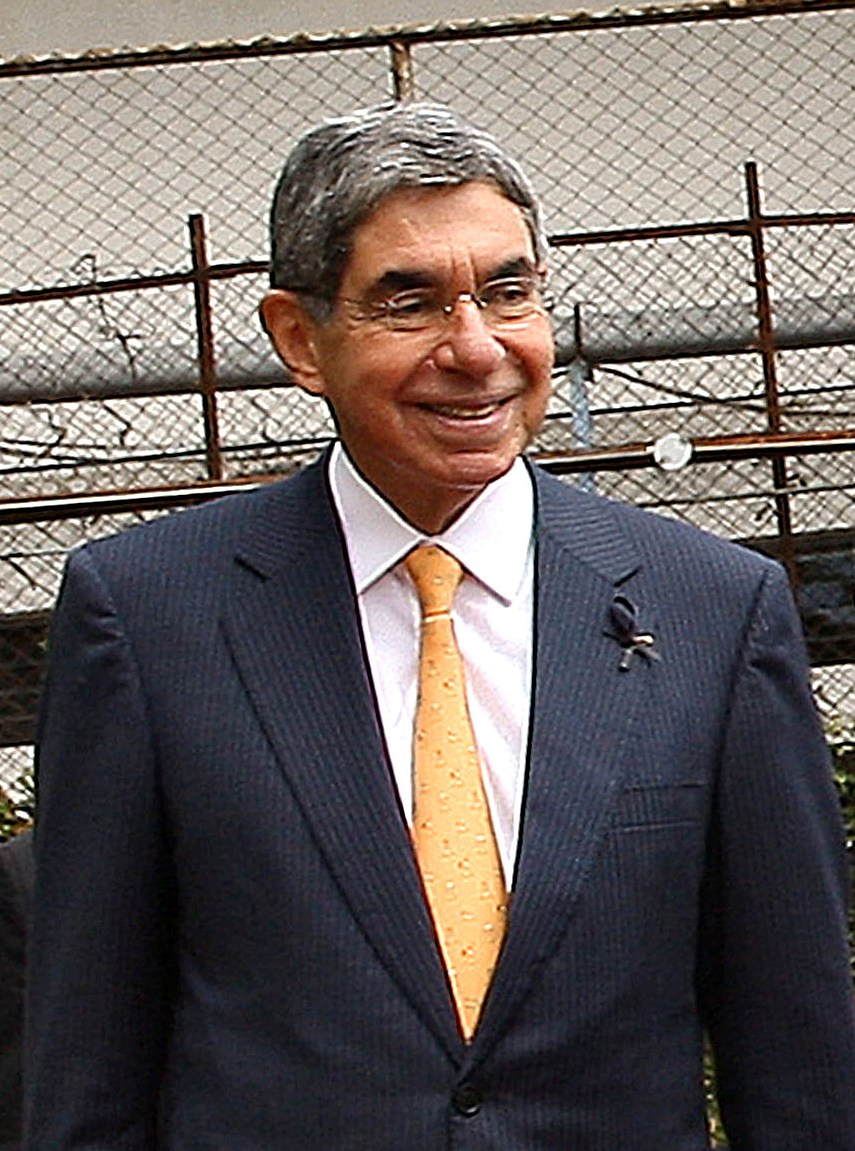
Przewodniczący mediacjom prezydent Kostaryki Oscar Arias

W środę 22 lipca 2009 w Kostaryce odbyła się trzecia runda rozmów negocjacyjnych przy mediacji prezydenta Oscara Ariasa. Wzięli w niej udział przedstawiciele prezydenta Zelayi i Michelettiego. Na zakończenie rozmów prezydent Arias przedstawił stronom tekst zmodyfikowanego porozumienia, Deklarację z San Jose. Plan powtarzał wcześniejsze propozycje, włącznie z organizacją wcześniejszych wyborów prezydenckich i ogłoszeniem amnestii politycznej. Zakładał przywrócenie prezydenta Zelayi na stanowisko prezydenta do piątku 24 lipca i utworzenie wspólnego rządu do 27 lipca. Arias podkreślił, „plan ten nie jest perfekcyjny, ale w demokracji nic nie jest idealne”. Zaznaczył, że „żadna ze stron w konflikcie nie zwycięży samodzielnie. Zwycięstwo będzie w połowie drogi, albo nie będzie go wcale”. Ostrzegł, że „czas płynie szybko, w dodatku na niekorzyść mieszkańców Hondurasu”. Stwierdził, że w przypadku nieosiągnięcia porozumienia inicjatywę negocjacyjną powinna przejąć OPA.
Delegacja honduraskiego rządu tymczasowego zaraz po zakończeniu negocjacji podtrzymała swój sprzeciw i odrzuciła plan porozumienia. Carlos Lopez, minister spraw zagranicznych w rządzie tymczasowym, oznajmił, że nie ma szans na powrót Zelayi. Prezydent Zelaya potępił stanowisko rządu i stwierdził, że rozmowy „praktycznie upadły”. Ogłosił, że w ciągu najbliższych dni zamierza powrócić do Hondurasu i wezwał swoich zwolenników do towarzyszenia mu w tym czasie. Powiedział, że jego życie po powrocie do kraju może być zagrożone, gdyż siły zbrojne pozostające pod komendą rządu, mogą próbować go „zastrzelić i zabić”.

### Pobyt Zelayi w Nikaragui i przekroczenie granicy z Hondurasem (23–30 lipca)
Po bezowocnych trzech rundach negocjacji w Kostaryce, Zelaya podjął drugą próbę powrotu do ojczyzny. 23 lipca opuścił stolicę Nikaragui, Managuę i ruszył w kierunki miasta Esteli, położonego przy granicy z Hondurasem. Zadeklarował zamiar przekroczenia granicy i powrót do kraju w ciągu następnych dni. W podróży towarzyszył mu minister spraw zagranicznych Wenezueli Nicolas Maduro. Zelaya wyraził nadzieję, że wojsko na jego widok nie podejmie żadnej akcji i opuści broń: „Myślę, że broń zostanie opuszczona, kiedy zobaczą swoich ludzi i swojego prezydenta”.
Rząd tymczasowy wzmocnił środki bezpieczeństwa i rozlokował dodatkowe jednostki policji i wojska przy granicy z Nikaraguą. Rozszerzył również obowiązywanie godziny policyjnej na terenach przygranicznych. Armia na odcinku kilku kilometrów zablokowała drogi prowadzące do przejść granicznych. Mimo tych środków, w pobliże granicy z Nikaraguą zaczęli ściągać zwolennicy obalonego prezydenta.
24 lipca 2009 prezydent Zelaya, otoczony przez swoich zwolenników i dziennikarzy, przekroczył granicę w mieście Los Manos. W kapeluszu, ubrany w strój kowbojski, przeszedł kilkadziesiąt metrów od granicy do znaku „Witamy w Hondurasie”. Po kilkudziesięciu minutach wycofał się jednak do Nikaragui. Wojsko, stacjonujące w przygranicznym punkcie kontrolnym, nie wiedząc jak zareagować, wycofało się na odległość 20 metrów i obserwowało sytuację. Zelaya stwierdził, że nie zdecydował się na wkroczenie do kraju, by uniknąć rozlewu krwi. Powiedział, że „nie boi się, lecz nie jest też szalony” i nie chce by jego osoba była powodem wybuchu przemocy. Roberto Micheletti określił zachowanie Zelayi jako „nieprzemyślane i niemądre”. Minister spraw zagranicznych Hondurasu, Carlos Lopez, powiedział, że Zelaya ma dwie opcje: pozostać poza Hondurasem lub wrócić do kraju i stanąć przed sądem.
24 lipca setki zwolenników Zelayi w dalszym ciągu gromadziły się na terenach przy granicy z Nikaraguą. W przygranicznym mieście El Paraíso doszło do starć ze służbami bezpieczeństwa. Demonstrujący obrzucili żołnierzy kamieniami, a ci odpowiedzieli w zamian użyciem gazu łzawiącego. W starciach ranne zostały dwie osoby.
25 lipca Zelaya ponownie zbliżył się do granicy z Hondurasem, nie przekraczając jej jednak tym razem. Ogłosił rozbicie swojego obozu w jej pobliżu w celu wywarcia presji na rząd tymczasowy. Zażądał wpuszczenia do kraju i umożliwienie mu spotkania się z rodziną. Zaapelował do swoich zwolenników o udzielenie mu „mocnego wsparcia”. Wśród jego zwolenników zgromadzonych w El Paraíso znajdowała się jego żona. 25 lipca w pobliżu miasta znaleziono ciało 24-letniego zwolennika Zelayi ze śladami po ranach kłutych na ciele. Ciało leżało w polu kukurydzy przy autostradzie, pół kilometra od El Paraiso. Według świadków, mężczyzna został aresztowany przez policję 24 lipca, a następnie ślad po nim zaginął.
26 lipca Zelaya, przybywający wciąż przy granicy, skrytykował postawę Stanów Zjednoczonych. Zarzucił USA, że nie robią wystarczająco wiele w kwestii potępienia „represyjnej” natury rządu tymczasowego. Stwierdził, że amerykańska administracja przestała nawet określać wydarzenia w Hondurasie mianem „zamachu”.
27 lipca część zwolenników Zelayi zaczęła opuszczać rejon przygraniczny, w którym rozlokowanych zostało 3 tysiące żołnierzy i policji. Mieszkańcy pogranicza zaapelowali do władz o zniesienie godziny policyjnej i przywrócenie swobodnego transportu osób i towarów przez granicę. W stolicy Kongres Narodowy rozpoczął dyskusję nad Porozumieniem z San Jose, wynegocjowanym przez prezydenta Oscara Ariasa.
28 lipca prezydent Zelaya odwiedził w mieście Ocotal w Nikaragui obóz swoich zwolenników, którym udało się przekroczyć granicę. Wezwał ich do tworzenia grup „pokojowego oporu” przeciw zamachowi. Sąd Najwyższy rozkazał służbom wojskowym zniesienie blokady dróg i przywrócenie swobodnego ruchu ludności i towarów na granicy z Nikaraguą. Przeciwko pobytowi Zelayi w Nikaragui wystąpiła nikaraguańska opozycja. Deputowani opozycyjnego Nikaraguańskiego Bloku Demokratycznego (BDN) próbowali wręczyć Zelayi petycję, wzywającą go do zaprzestania wykorzystywania Nikaragui jako „bazy rebelianckiej”, jednak zostali zatrzymani przez zwolenników rządzącego FSLN. 29 lipca przywódca nikaraguańskiej opozycji Eduardo Montealegre skrytykował obecność prezydenta Zelayi na terenie Nikaragui i wezwał go do jej opuszczenia. Stwierdził, że jego działalność powoduje napięcia w handlu i przyczynia się do niestabilności w kraju.
30 lipca w Ocotal Zelaya ogłosił powstanie Ludowej Armii Pokojowego Oporu, formacji swoich zwolenników dążących do przywrócenia jego władzy. Zapowiedział rozpoczęcie przez nich specjalnych ćwiczeń oraz kursów treningowych i edukacyjnych. Tego samego dnia opuścił pogranicze i udał się do Managui na spotkanie z ambasadorem amerykańskim, z którym omówił panującą sytuację polityczną i sposoby rozwiązania kryzysu.
31 lipca rząd tymczasowy zniósł w całym kraju, z wyjątkiem pogranicza z Nikaraguą, godzinę policyjną.

### Wysiłki dyplomatyczne Zelayi i OPA (sierpień)

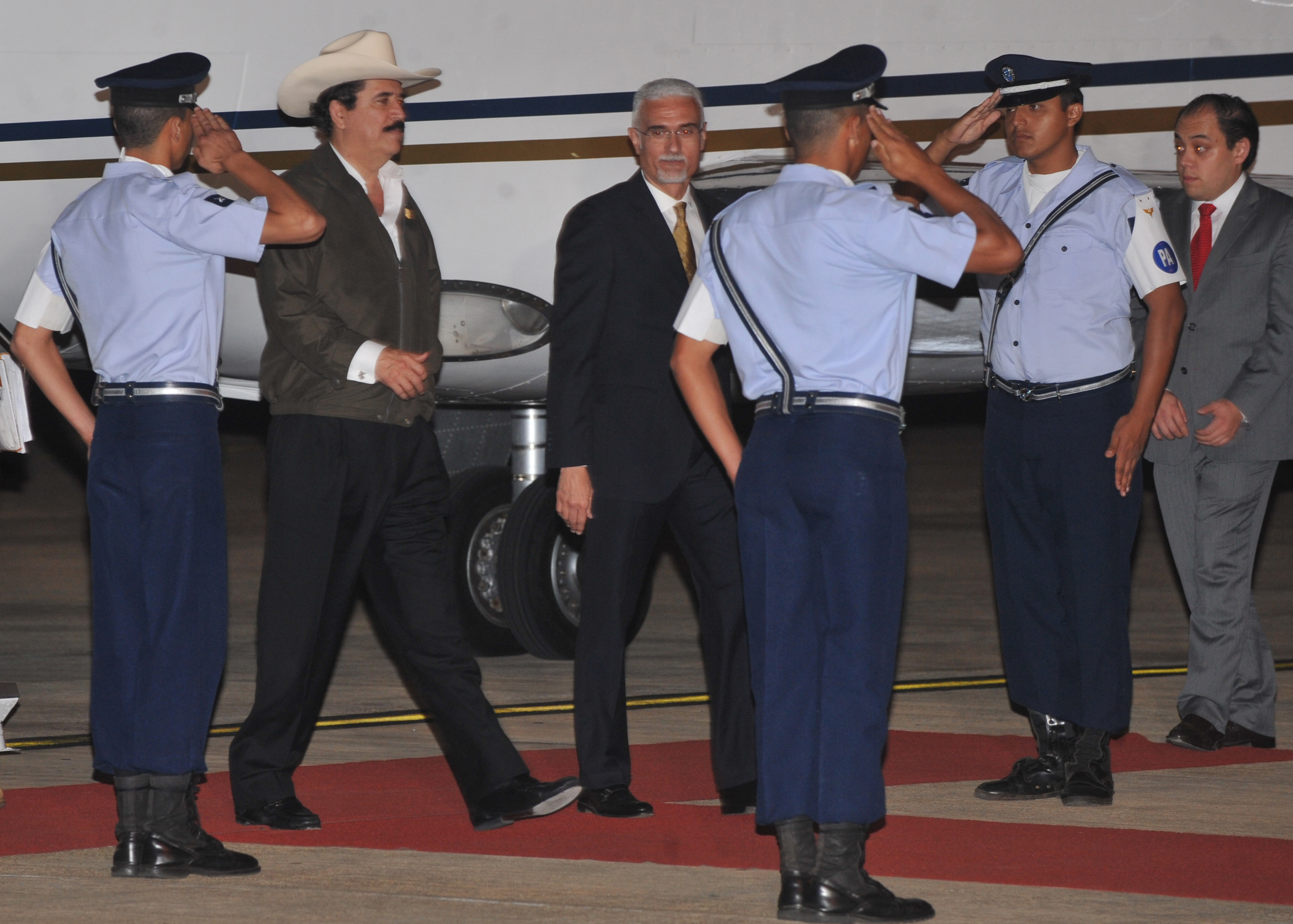
Prezydent Zelaya przybywający z wizytą do Brazylii, sierpień 2009

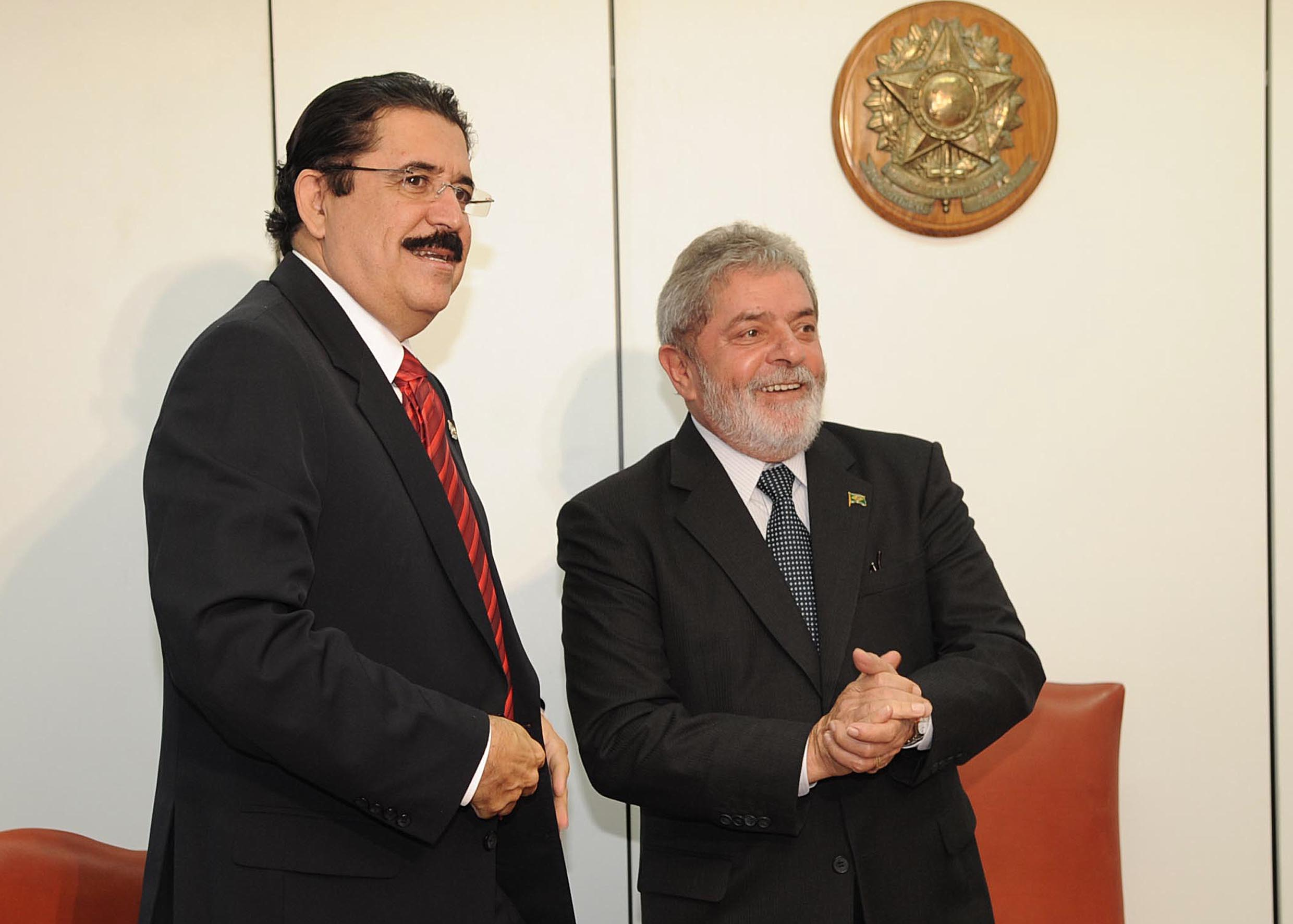
Zelaya w Brazylii, razem z prezydentem Lula da Silvą, sierpień 2009

W sierpniu 2009 mediacji w konflikcie podjęła się Organizacja Państw Amerykańskich, podczas gdy Manuel Zelaya odbył wizyty w największych państwach regionu. 4 sierpnia rozpoczął dwudniową oficjalną wizytę w Meksyku. Przybył tam na zaproszenie prezydenta Felipe Calderóna. Po spotkaniu z prezydentem pochwalił utworzenie Ludowej Armii Pokojowego Oporu i podziękował Calderonowi za wsparcie. Powiedział, że „nie wierzy w prawo oko za oko” i dlatego „przyjął pokojową postawę”. Stwierdził, że jego zwolennicy nie odpowiedzą na przemoc honduraskiego rządu przemocą, lecz środkami pokojowymi. Dodał, że ruch „pokojowego oporu” oparty jest na trzecim artykule konstytucji Hondurasu, stanowiącego, że „nikt nie ma obowiązku być posłusznym rządowi, który przejmuje władzę na drodze siły zbrojnej”. 11 sierpnia Zelaya rozpoczął wizytę w Brazylii, gdzie spotkał się prezydentem Lula da Silvą i podziękował mu za okazane wsparcie. W trakcie wizyty, wspólnie z gospodarzem, zaapelował do USA, jako głównego partnera handlowego Hondurasu, o wywarcie większego nacisku gospodarczego na rząd tymczasowy. 13 sierpnia 2009 Zelaya udał się do Chile, gdzie spotkał się z prezydent Michelle Bachelet. Powiedział, że Chile było jednym z pierwszych państw, które potępiło zamach stanu w Hondurasie, gdyż „wie, co znaczy dyktatura”.
9 sierpnia rząd tymczasowy zgodził się ostatecznie na przybycie do Hondurasu misji pokojowej OPA, składającej się z sekretarza generalnego organizacji oraz ministrów spraw zagranicznych Argentyny, Dominikany, Jamajki, Kanady, Kostaryki, Meksyku i Panamy. Data jej przybycia pozostała jednak nieokreślona. 17 sierpnia 2009 do Waszyngtonu udała się delegacja rządu tymczasowego, by wziąć udział w rozmowach na temat rozwiązania kryzysu. 18 sierpnia 2009 Micheletti powiedział, że jego kraj rozważa wyjście z ALBA i jest mu obojętne, czy organizacja ta uzna wyniki jesiennych wyborów prezydenckich w Hondurasie. 22 sierpnia 2009 Sąd Najwyższy odrzucił plan pokojowy prezydenta Ariasa stwierdzając, że w przypadku powrotu Zelayi do kraju zostanie on aresztowany i postawiony przed sądem. Przypomniał, że Zelaya jest oskarżony o zdradę stanu oraz nadużycie władzy. Sąd podkreślił legalność rządu tymczasowego, który objął władzę zgodnie z „konstytucyjną sukcesją”.
24 sierpnia 2009 do Hondurasu przybyła zapowiadana misja OPA, złożona z siedmiu ministrów spraw zagranicznych państw regionu i sekretarza generalnego organizacji. Misja otrzymała silne poparcie ze strony USA, które zapewniły jej również środek transportu w postaci samolotu. Jej celem było nakłonienie rządu tymczasowego do akceptacji Porozumienia z San Jose. Delegaci przeprowadzili rozmowy z członkami rządu oraz spotkali się z Xiomarą Castro, żoną prezydenta Zelayi. Misja zakończyła się niepowodzeniem, gdyż rząd po raz kolejny odrzucił możliwość przywrócenia do władzy Manuela Zelayi. 25 sierpnia Roberto Micheletti stwierdził, że jego kraj „nie obawia się żadnego embarga” i przetrwa wszelkie sankcje gospodarcze. Zadeklarował, że jego rząd przeprowadzi wybory prezydenckie w listopadzie, bez względu na to czy ich wyniki zostaną uznane przez inne państwa. W odpowiedzi na stanowisko honduraskiego rządu, USA poinformowały o czasowym zawieszeniu wydawania wiz mieszkańcom Hondurasu. 28 sierpnia 2009 Micheletti oświadczył, że mógłby ustąpić ze stanowiska tymczasowego szefa państwa i zgodzić się na powrót Zelayi do kraju, pod warunkiem rezygnacji również przez z niego z urzędu prezydenta.

### Początek kampanii wyborczej (sierpień-wrzesień)
Oprócz fiaska międzynarodowych negocjacji, sytuacja w Hondurasie skomplikowała się dodatkowo ze względu na zbliżające się wybory powszechne. 29 sierpnia 2009 rozpoczęła się kampania wyborcza przed wyborami prezydenckimi zaplanowanymi na 29 listopada 2009. Zwolennicy prezydenta Zelayi wezwali do bojkotu wyborów, a Organizacja Państw Amerykańskich oznajmiła, iż nie uzna ich wyników. Jeden z niezależnych kandydatów, Carlos Reyes, ogłosił, że wycofa swoją kandydaturę, jeśli wcześniej nie zostanie przywrócony porządek konstytucyjny. Lewicowy kandydat, César Ham, zagroził, że może uczynić podobnie. Dwaj główni kandydaci, Porfirio Lobo Sosa z Partii Narodowej oraz Elvin Santos z Partii Liberalnej, uznali wybory za zgodne z prawem, jako że zostały ogłoszone przez komisję wyborczą 29 maja 2009, a więc miesiąc przed dokonaniem zamachu stanu.
3 września sekretarz generalny OPA, Jose Miguel Insulza, stwierdził, że nie nadszedł odpowiedni czas i warunki na zorganizowanie wyborów prezydenckich w Hondurasie w listopadzie 2009. Dodał, że najlepszym sposobem na wyjście z impasu jest zaakceptowanie Porozumienia z San Jose.

### Powrót Manuela Zelayi do Hondurasu (21 września)
We wrześniu 2009 nową fazę kryzysu wywołała trzecia i tym razem zakończona powodzeniem próba powrotu obalonego prezydenta do kraju. 21 września 2009 Manuel Zelaya nieoczekiwanie i w tajemnicy powrócił do Hondurasu i schronił się w ambasadzie Brazylii w Tegucigalpie. Jak relacjonował, „podróżował przez 15 godzin poprzez rzeki i góry”, mijając po drodze wiele posterunków policji i wojska. Zelaya argumentował, że wrócił do ojczyzny, by „rozpocząć dialog w celu przywrócenia demokracji”. Pod ambasadą brazylijską zebrał się tłum jego zwolenników, który wcześniej zgromadził się przed budynkiem ONZ w Tegucigalpie, gdzie według pierwszych i niepotwierdzonych informacji miał się zatrzymać Zelaya. Brazylijski minister spraw zagranicznych Celso Amorin potwierdził, że prezydent uzyskał schronienie w placówce i oświadczył, że Brazylia oraz OPA nie brały udziału w przygotowaniu jego powrotu.
Władze tymczasowe zostały zaskoczone powrotem Zelayi i w pierwszym momencie zaprzeczały jego obecności na terytorium Hondurasu. Po potwierdzeniu się tych informacji wprowadziły godzinę policyjną na terytorium całego kraju od godziny 16:00 do 6:00 rano 22 września, którą następnie jeszcze przedłużyły. W kraju zawieszono również połączenia lotnicze i postawiono wojsko w stan gotowości. Roberto Micheletti zażądał od Brazylii przekazania Zelayi kompetentnym władzom Hondurasu w celu postawienia go przed obliczem sądu.
22 września służby bezpieczeństwa, przy użycia gazu łzawiącego, przełamały opór demonstrantów, którzy pomimo obowiązywania godziny policyjnej gromadzili się przed budynkiem ambasady. Po rozpędzeniu tłumu, same otoczyły jej budynek. Wiceminister spraw zagranicznych w rządzie tymczasowym oznajmiła, że żadna z placówek dyplomatycznych nie może wykorzystywać swojego terytorium do wzniecania powstania wśród obywateli. Według policyjnych relacji, w wyniku starć zginęły 2 osoby. Władze odcięły od otoczonego budynku ambasady wodę, prąd oraz linię telefoniczną.

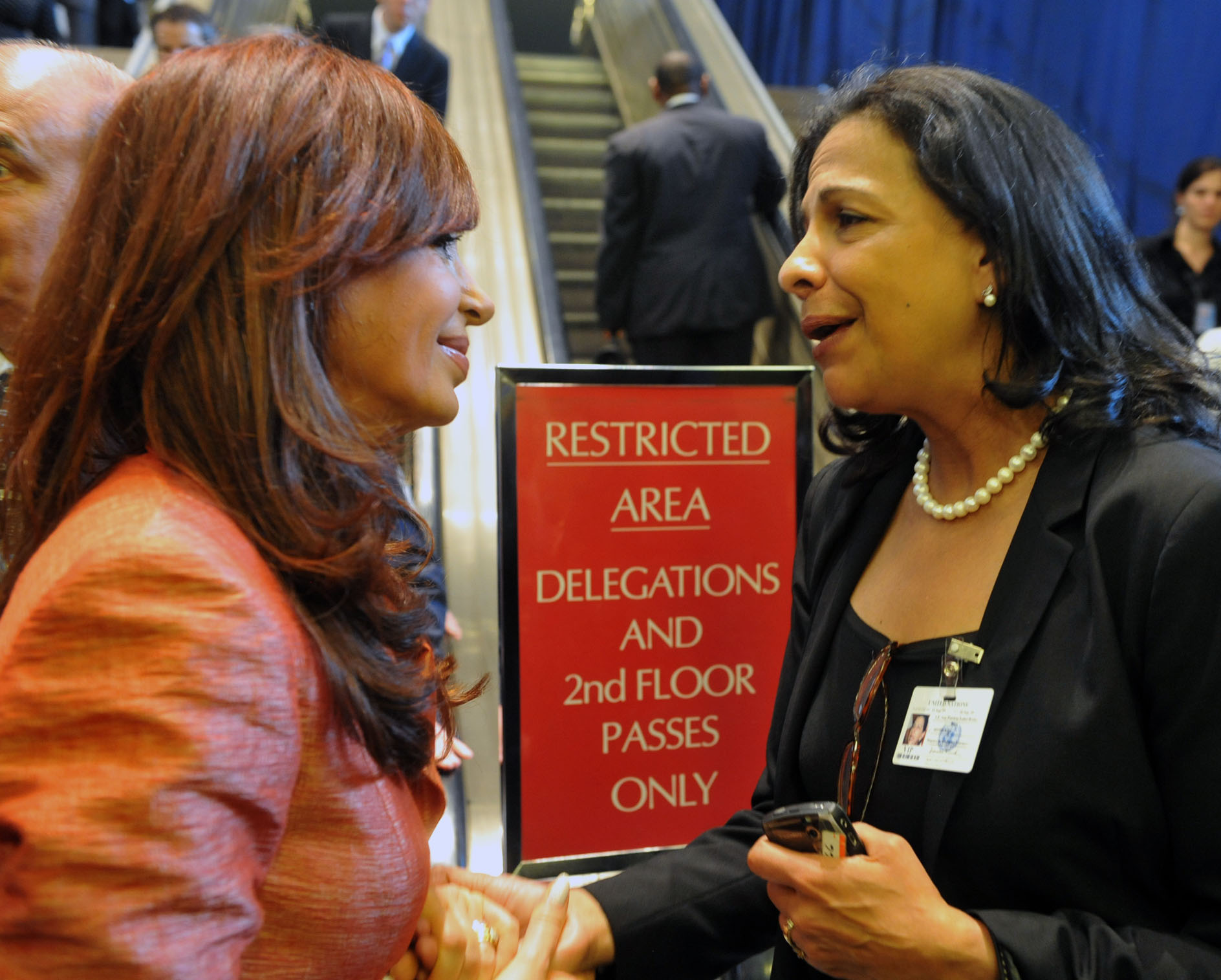
Prezydent Argentyny z Patricią Rodas, ministrem spraw zagranicznych rządu Zelayi przed sesją Zgromadzenia Ogólnego ONZ, wrzesień 2009

Manuel Zelaya powrócił do ojczyzny w przededniu jesiennej sesji Zgromadzenia Ogólnego ONZ w Nowym Jorku. Jego powrót wywołał natychmiastową reakcję międzynarodową. Sekretarz stanu USA Hillary Clinton wezwała Honduras do zachowania spokoju i uznała powrót obalonego prezydenta za szansę na zakończenie trzymiesięcznego kryzysu politycznego. Organizacja Państw Amerykańskich (OPA), w czasie nadzwyczajnego posiedzenia, wezwała władze tymczasowe do zagwarantowania bezpieczeństwa prezydentowi Zelayi i ambasadzie brazylijskiej, a jej sekretarz generalny wyraził gotowość podróży do Hondurasu. 22 września 2009 Unia Europejska wezwała wszystkie strony do powstrzymania się jakichkolwiek akcji, które mogłyby doprowadzić do wzrostu napięcia i przemocy. Minister spraw zagranicznych Brazylii stwierdził, że jakiekolwiek groźby wobec Zelayi i brazylijskiej ambasady stanowiłyby naruszenie prawa międzynarodowego. Prezydent Brazylii Luiz Inácio Lula da Silva, przemawiając 22 września na forum ONZ w Nowym Jorku, wezwał władze tymczasowe do rozpoczęcia negocjacji politycznych w celu zakończenia kryzysu. 25 września 2009 Rada Bezpieczeństwa ONZ potępiła „akty zastraszania brazylijskiej ambasady i wezwała rząd Hondurasu do zaprzestania jej nękania” oraz przywrócenia wszystkich niezbędnych usług komunalnych, jak woda, prąd i komunikacja. Wezwała OPA do kontynuowania wysiłków na rzecz zakończenia kryzysu. 26 września 2009 Unia Europejska zdecydowała o przywróceniu wycofanych wcześniej przedstawicieli dyplomatycznych swoich państw do Tegucigalpy w celu udzielenia pomocy w rozwiązaniu kryzysu. Zaznaczyła przy tym, że powrót ambasadorów nie oznacza uznania legalności rządu tymczasowego. Prezydent Brazylii Lula da Silva stwierdził, że Zelaya może zostać w ambasadzie tak długo, jak będzie to potrzebne dla jego bezpieczeństwa. 26 września, w czasie szczytu państw Ameryki Południowej i Afryki w Wenezueli, Lula da Silva ostrzegł przed osłabianiem demokracji w Hondurasie i w całej Ameryce Łacińskiej. Powiedział, iż państwa zachodniej półkuli „walczyły o wyrzucenie dyktatury na śmietnik historii” i z tego powodu nie mogą pozwolić na powtórne wydarzenia tego rodzaju na kontynencie.
23 września rząd tymczasowy zgodził się na rozmowy z Zelayą, pod warunkiem uznania przez niego praworządności listopadowych wyborów prezydenckich. Stwierdził także, że nie planuje użycia siły i wtargnięcia do budynku ambasady. Wezwał Brazylię do wydania Manuela Zelayi krajowym władzom lub przyznania mu azylu politycznego poza granicami Hondurasu. Zelaya określił propozycje rozmów mianem manipulacji, dodając, że po stronie władz nie ma prawdziwej woli prowadzenia dialogu. 24 września 2009 rząd zniósł obowiązującą od trzech dni godzinę policyjną. ONZ zawiesiła wsparcie dla Hondurasu i pomoc w organizacji listopadowych wyborów prezydenckich, stwierdzając, że zaistniała sytuacja uniemożliwia ich przeprowadzenie w sposób wiarygodny.
25 września Zelaya wezwał swoich zwolenników do kontynuowania protestów. Tego dnia około 6 tys. osób demonstrowało w Tegucigalpie w jego obronie. Zelaya oskarżył władze o rozpylenie w budynku ambasady toksycznego gazu, powodującego krwawe wymioty. 26 września protesty w stolicy były kontynuowane. Tysiące mieszkańców wyszło na ulice, wyrażając podziękowanie Brazylii za udzielenie schronienia Zelayi i potępiając działania rządu. Kierowcy, w proteście, zablokowali główne arterie miasta, zwalniając ruch, trąbiąc w klaksony i wymachując flagami narodowymi. W ambasadzie, razem z Zelayą, przebywało około 50-60 osób, w tym jego najbliższa rodzina. Brazylijscy dyplomaci stwierdzili, że sytuacja wewnątrz budynku jest bardzo niepewna, a osoby w nim przebywające muszą żywić się ciastkami i nie mają nawet możliwości umycia się. 26 września Zelaya wezwał swoich zwolenników do masowych demonstracji 28 września, dokładnie w 3 miesiące od zamachu stanu i wszczęcia w tym dniu „ostatecznej ofensywy” w stolicy.
27 września 2009 rząd tymczasowy dał Brazylii 10 dni na ostateczne określenie statusu Zelayi (przekazanie władzom Hondurasu lub udzielenie azylu politycznego), grożąc w przeciwnym razie odebraniem brazylijskiej ambasadzie statusu dyplomatycznego. Brazylia natychmiast odrzuciła ultimatum Hondurasu, dodając, że jej placówka jest chroniona przez prawo międzynarodowe. Tego samego dnia rząd tymczasowy wydał dekret zezwalający na zawieszanie podstawowych wolności obywatelskich, jak wolność prasy i wypowiedzi oraz prawo do zgromadzeń. Zakazał również wjazdu do kraju czterem członkom delegacji OPA, przybyłej szukać mediacji w czasie kryzysu.
28 września, na mocy ogłoszonego dekretu, rząd zamknął opozycyjną rozgłośnię radiową Radio Globo oraz telewizję Cholusat Sur. Budynki obu mediów zostały zajęte przez wojsko. Na ulicach Tegucigalpy zostały rozlokowane dodatkowe siły służb porządkowych. 30 września 2009 wojsko, w czasie ataku na budynek Narodowego Instytutu Reformy Rolniczej, który stanowił kwaterę zwolenników Zelayi, zatrzymało 55 osób.

### Wznowienie rozmów negocjacyjnych i osiągnięcie porozumienia (październik)
Po przedostaniu się Manuela Zelayi do ambasady Brazylii oraz w obliczu międzynarodowej presji i pierwszych oznak niezadowolenia w kręgach władzy, rząd tymczasowy przystał na wznowienie międzynarodowych negocjacji mających na celu wyjście z kryzysu. 29 września 2009 Micheletti zakomunikował wolę kontynuacji rozmów negocjacyjnych i możliwość zniesienia dekretu ograniczającego swobody obywatelskie. Za zniesieniem ograniczeń opowiedziała się cześć członków parlamentu, a szef armii, generał Romeo Vasquez, wezwał rząd do podjęcia rozmów w celu zakończenia kryzysu.
2 października 2009 do Hondurasu przybyła misja przygotowawcza OPA, która miała przygotować grunt pod właściwe rozmowy skłóconych stron konfliktu, planowane na 7 października. Po spotkaniu z delegacją, Micheletti ogłosił gotowość podjęcia rozmów z obozem Zelayi. Cofnął również ultimatum postawione Brazylii i stwierdził, że nie zamierza podejmować żadnej akcji przeciwko jej ambasadzie. Zapowiedział zniesienie dekretu ograniczającego swobody obywatelskie w ciągu kilku najbliższych dni. 5 października 2009 rząd tymczasowy zniósł dekret, a ruch ten uzasadnił przywróceniem spokoju w kraju. Micheletti, w nawiązaniu do rozpoczynających się rozmów, oznajmił, że głównym celem rządu będzie zagwarantowanie organizacji uczciwych wyborów prezydenckich.
7 października 2009 do Tegucigalpy przybyła delegacja ministrów spraw zagranicznych państw OPA z jej sekretarzem generalnym, Jose Insulzą na czele, celem rozwiązania trzymiesięcznego konfliktu i skłonienia strony do przyjęcia porozumienia z San Jose. 8 października delegacja OPA opuściła Honduras, zapewniając o dokonaniu pewnych postępów w procesie negocjacyjnym, które nie dotyczyły jednakże najważniejszej kwestii przywrócenia Zelayi na stanowisko prezydenta. Zelaya dał rządowi czas na wypracowanie porozumienia do 15 października 2009, postulując konieczność przesunięcia terminu wyborów w razie nieosiągnięcia kompromisu. Micheletti stwierdził po rozmowach, że gotów jest na rezygnację z urzędu, tylko w przypadku porzucenia przez Zelayę planów powrotu do prezydentury. 10 października 2009 przedstawiciele obu stron ogłosili osiągnięcie porozumienia w pięciu spornych kwestiach. Zgodzili się na utworzenie wspólnego rządu złożonego z ministrów z rządu tymczasowego i z dawnego rządu prezydenta Zelayi, sprzeciwili się powszechnej amnestii dla sprawców zamachu, zaakceptowali porzucenie przez Zelayę planu organizacji referendum i zwołania Zgromadzenia Konstytucyjnego celem zmiany ustawy zasadniczej, sprzeciwili się przyspieszeniu wyborów generalnych zaplanowanych na 29 listopada oraz zgodzili się na oddanie sił zbrojnych pod kontrolę Trybunału Wyborczego na miesiąc przed datą wyborów.
Kolejna tura rozmów rozpoczęła się 13 października 2009, na dwa dni przed narzuconym przed Zelayę końcowym terminem osiągnięcia porozumienia. Dotyczyła głównej spornej kwestii, obsady stanowiska szefa państwa. 14 października negocjatorzy obozu Zelayi ogłosili ustalenie końcowego tekstu porozumienia, które miało być następnie przedstawione do akceptacji obu prezydentom. Obóz rządowy zaprzeczył jednym tym doniesieniom. Z powodu różnicy stanowisk i braku porozumienia, zdecydowano się na przedłużenie negocjacji. 16 października strona rządowa zaproponowała, by o przywróceniu Zelayi na stanowisko zadecydował Sąd Najwyższy. Zelaya jednoznacznie odrzucił ten plan, nazywając go „jednostronnym i lekceważącym”. Zapowiedział także zawieszenie z tego powodu dalszych rozmów. W następnych dniach obóz rządowy powrócił do swojego wcześniejszego stanowiska o rezygnacji przez Michelettiego ze stanowiska, przy równoczesnym wycofaniu się Zelayi ze starań o przywrócenie na urząd szefa państwa. 23 października 2009 Zelaya odrzucił raz jeszcze tę propozycję i ogłosił całkowite zakończenie rozmów.
25 października 2009, w lesie w pobliżu miasta Choloma, znaleziony został po dwóch dniach poszukiwań bratanek Roberto Michelettiego, Enzo Micheletti. W tym samym dniu nieznani sprawcy zastrzelili w stolicy jednego z pułkowników. Zdaniem komentatorów oba zabójstwa mogły zostać dokonane na tle politycznym i były dowodem na radykalizację postaw zwolenników dwóch przeciwstawnych obozów. 29 października 2009 rząd tymczasowy skierował do Międzynarodowego Trybunału Sprawiedliwości w Hadze wniosek o wszczęcie postępowania przeciw Brazylii za udzielanie schronienia Manuelowi Zelayi w jej ambasadzie. We wniosku stwierdził, że Brazylia nie ma prawa używać swojej placówki do promowania „bezsprzecznie nielegalnych działań”, a obecność w niej Zelayi stanowi zagrożenie dla „pokoju i wewnętrznego porządku publicznego w Hondurasie”. Brazylia w odpowiedzi, oznajmiła, że rząd tymczasowy, jako nieuprawomocniona władza, nie ma prawa występować z jakimkolwiek wnioskiem do organów międzynarodowych.
29 października 2009, z inicjatywy wysłannika amerykańskiej administracji, przedstawiciele rządu tymczasowego oraz Manuela Zelayi wznowili wspólne negocjacje, w czasie których ogłosili osiągnięcie końcowego porozumienia. Roberto Micheletti zaakceptował powrót Zelayi na stanowisko prezydenta i utworzenie wspólnego rządu w zamian za rezygnację przez Zelayę z planów zmiany konstytucji. Obie strony zgodziły się uznać wynik wyborów z 29 listopada 2009 oraz przekazać kontrolę nad wojskiem Trybunałowi Wyborczemu. Porozumienie musiało zostać zatwierdzone przez parlament oraz zaopiniowane przez Sąd Najwyższy (opinia niewiążąca). Micheletti podkreślił, że osiągnięte porozumienie „oznacza początek końca” czteromiesięcznego kryzysu oraz wezwał społeczność międzynarodową do zniesienia wszystkich sankcji wobec Hondurasu i przysłania obserwatorów na listopadowe wybory. Zelaya określił je mianem „zwycięstwa demokracji”. Zadowolenie z zakończenia kryzysu wyrazili także zagraniczni politycy. Sekretarz stanu USA Hillary Clinton nazwała porozumienie wydarzeniem „historycznym”.

### Implementacja postanowień porozumienia (listopad)
Wdrażanie w życie postanowień wypracowanego porozumienia trwało ponad miesiąc, odbywało się równocześnie z procesem wyborczym w kraju, okazując się nader skomplikowanym. 3 listopada 2009 działalność w Hondurasie rozpoczęła komisja weryfikacyjna, której zdaniem było nadzorowanie implementacji porozumienia politycznego. W jej skład z ramienia OPA weszli były prezydent Chile Ricardo Lagos oraz sekretarz pracy USA Hilda Solis, a także po jednym przedstawicielu rządu tymczasowego i dawnego rządu Manuela Zelayi. W tym samym dniu Kongres Narodowy wstrzymał się ze zwołaniem posiedzenia w celu zatwierdzenia porozumienia i zwrócił się najpierw do Sądu Najwyższego wnioskiem o wydanie opinii w tej sprawie. Zgodnie z porozumieniem, które nie określało daty głosowania w parlamencie, decyzja Kongresu musiała być poprzedzona orzeczeniem Sądu Najwyższego. Zelaya zaapelował do Kongresu o podjęcie natychmiastowych działań w celu przywrócenia go na stanowisko szefa państwa. 4 listopada 2009 komisja weryfikacyjna, w odpowiedzi na ponaglenia ze strony Zelyai, stwierdziła, że proces wdrażania porozumienia jest złożony i trudny oraz musi odbywać się „krok po kroku”, skupiając się w pierwszej kolejności na powołaniu wspólnego rządu.
Zawarta ugoda otwierała drogę do sprawnego przeprowadzenia wyborów i uznania ich przez społeczność międzynarodową. Implementacja postanowień porozumienia okazała się jednak trudna. Jego szczegółowe przepisy wyznaczały czas na powołanie wspólnego rządu do 5 listopada 2009. Stało się to jednak niemożliwe. Zelaya odmówił nominowania swoich przedstawicieli ze względu na odłożenie w czasie przez parlament decyzji w sprawie jego przywrócenia. Wobec tego Micheletti 5 listopada jednostronnie mianował nowy rząd. W rezultacie Zelaya 6 listopada 2009 ponownie wezwał obywateli do bojkotu wyborów, uznał porozumienie za „martwe” i postanowił nie kontynuować „tego teatru z Michelettim”.
17 listopada 2009 Kongres Narodowy postanowił podjąć decyzję w sprawie Zelayi w dniu 2 grudnia 2009, a więc już po wyborach generalnych. Według komentatorów na decyzję tę miał wpływ fakt ubiegania się o reelekcję przez wielu parlamentarzystów, a w związku z tym ich niechęć przed zajęciem określonego stanowiska w tej sprawie w obawie przed reakcją spolaryzowanego społeczeństwa. Micheletti pochwalił wyznaczenie dokładnej daty głosowania w sprawie restytucji Zelayi i określił je jako krok w kierunku „rozwiązania bieżącej sytuacji politycznej”. Zelaya stwierdził natomiast, że prawdziwą intencją Kongresu nie jest przywrócenie go na stanowisko prezydenta. Wyraził żal, że główne partie polityczne i główni kandydaci w wyborach prezydenckich nie przywiązują większej wagi do faktu dokonania zamachu stanu i nie zabierają głosu w tej sprawie. Powiedział, że sytuacja wygląda tak, „jakby do zamachu stanu doszło na Marsie”. W dzień po ogłoszeniu decyzji parlamentu, Stany Zjednoczone ogłosiły utrzymanie swojego poparcia i uznania dla organizacji wyborów. Warunkiem wystarczającym było dla nich samo zawarcie porozumienia przez dwie strony, niezależnie od daty przywrócenia Zelayi na stanowisko. USA stwierdziły, że nikt nie może odbierać obywatelom Hondurasu prawa wyboru swoich władz. Podkreśliły, że Hondurasowi potrzeba przede wszystkim spokoju. Zapowiedziały jednocześnie kontynuowanie wysiłków na rzecz implementacji postanowień porozumienia. W tym samym czasie Argentyna i Brazylia oświadczyły, że nie uznają wyników wyborów, jeśli wcześniej nie dojdzie do przywrócenia Zelayi na stanowisko prezydenta. Stwierdziły, że w przeciwnym wypadku organizacja wyborów będzie oznaczać ustanowienie „bardzo niebezpiecznego precedensu”. Ogłosiły, że podobne stanowisko w tej sprawie zajmują także pozostałe kraje Ameryki Łacińskiej i Karaibów.
19 listopada 2009 Manuel Zelaya ogłosił bojkot wyborów, zakwestionował ich legalność i wezwał do przesunięcia ich terminu w celu zagwarantowania im prawdziwej prawomocności. 25 listopada 2009 Roberto Micheletti, zgodnie ze swoimi wcześniejszymi zapowiedziami, zrezygnował na okres tygodnia (do 2 grudnia) z pełnienia obowiązków prezydenta w celu wzmocnienia wiarygodności procesu wyborczego i skupieniu na nim całej uwagi społeczeństwa. Zelaya skrytykował to posunięcie, określając je mianem „ordynarnego manewru”, z którego wprost wynika, że zajmowanie przez Michelettiego urzędu prezydenta „splamia proces wyborczy”. 25 listopada 2009 w sprawie Zelayi wypowiedział się Sąd Najwyższy, który zgodnie z porozumieniem, miał wydać nieważącą opinię na temat jego powrotu do władzy. Sąd orzekł, że Zelaya nie może powrócić do stanowisko prezydenta, nie opublikował jednakże pełnego tekstu orzeczenia.
     Honduras
     Państwa uznające prawomocność wyborów
     Państwa nieuznające wyborów
     Pozostałe państwa

Uznanie międzynarodowe wyborów w Hondurasie
Honduras
Państwa uznające prawomocność wyborów
Państwa nieuznające wyborów
Pozostałe państwa

29 listopada 2009 w Hondurasie odbyły się wybory prezydenckie, parlamentarne i lokalne. W wyborach prezydenckich zwyciężył kandydat opozycyjnej konserwatywnej Partii Narodowej Hondurasu, Porfirio Lobo Sosa. Ich organizacja doprowadziła do podziału społeczności międzynarodowej na państwa uznające ich wyniki oraz przeciwne legitymizacji procesu wyborczego z powodu wcześniejszego nieprzywrócenia prezydenta Zelayi na stanowisko szefa państwa. Za ich uznaniem opowiedziały się USA, Kanada, Niemcy, Polska, Czechy, Izrael i Japonia, a z państw Ameryki Łacińskiej, Kolumbia, Peru, Kostaryka i Panama. Przeciw wyborom była większość państw regionu latynoamerykańskiego (Brazylia, Argentyna, Chile, Meksyk, Wenezuela, Boliwia, Ekwador, Paragwaj, Urugwaj, Kuba, Gwatemala, Nikaragua) oraz Hiszpania i Portugalia. Manuel Zelaya raz jeszcze uznał organizację wyborów za nielegalną. Stwierdził, że władze zawyżyły frekwencję wyborczą w celu podniesienia ich wiarygodności, a Lobo Sosa będzie słabym przywódcą, bez uznania wśród obywateli i większości państw. Oznajmił, że wybory niczego nie zmieniły, a tylko spotęgowały kryzys polityczny. Zapowiedział również, że nie powróci na stanowisko prezydenta, nawet w przypadku przywrócenia go do władzy przez parlament, gdyż nie zamierza legitymizować oszustwa, ani legitymizować czy wybielać zamachu stanu.
2 grudnia 2009 do swoich obowiązków, po tygodniowej przerwie, powrócił p.o. prezydenta Roberto Micheletti. Tego samego dnia Kongres, po sześciogodzinnej debacie, przeprowadził głosowanie w sprawie przywrócenia Zelayi na stanowisko prezydenta. Spośród 125 deputowanych, 111 opowiedziało się przeciwko przekazaniu władzy obalonemu prezydentowi. Decyzja parlamentu ostatecznie zamykała Zelayi drogę powrotu do prezydentury. Przed budynkiem parlamentu doszło do protestów jego zwolenników. Zelaya uznał decyzję parlamentu za „usankcjonowanie zamachu stanu” i skazanie obywateli na życie w bezprawiu. Ogłosił, iż pozostanie w ambasadzie, tak długo, jak zgodzi się na to Brazylia. Nie wykluczył jednak, prowadzenia rozmów z prezydentem elektem. Lobo Sosa, tuż po wyborach, wyraził ze swojej strony gotowość do szukania dialogu. Stany Zjednoczone wyraziły „rozczarowanie” wynikiem głosowania w honduraskim parlamencie, podkreśliły jednak, że decyzja ta została podjęta w przejrzysty sposób. 4 grudnia 2009 Parlament Latynoamerykański (Parlatino) zawiesił Kongres Narodowy Hondurasu w udziale w swoich pracach z powodu wspierania zamachu stanu.

### Powyborczy okres transferu władzy (grudzień 2009-styczeń 2010)
Po wyrażeniu sprzeciwu przez parlament na powrót Zelayi na stanowisko prezydenta, organa władzy państwowej oraz nowy prezydent elekt podjęli działania mające na celu złagodzenie skutków kryzysu i przygotowanie gruntu dla sprawnego transferu władzy do przedstawicieli wybranych w listopadowych wyborach.
Zelaya na początku grudnia 2009 pozostał w dalszym ciągu w ambasadzie Brazylii. 10 grudnia 2009 do opinii publicznej przedostały się informacje o negocjacjach toczonych przez jego przedstawicieli z obozem rządu tymczasowego na temat możliwości opuszczenia przez niego terytorium Hondurasu. Rząd wyraził zgodę na jego wyjazd do Meksyku pod warunkiem przyjęcia tam azylu politycznego. Zelaya odrzucił jednak taką ewentualność z powodu ograniczenia swobody aktywności politycznej, jaką niósłby status uchodźcy politycznego. 11 grudnia 2009 prezydent Dominikany, Leonel Fernández, ogłosił zamiar zorganizowania spotkania Zelayi z prezydentem elektem Lobo Sosą w Santo Domingo w celu przeprowadzenia wspólnych rozmów na temat rozwiązania kryzysu politycznego. Spotkanie zostało jednak przełożone na czas nieokreślony, gdyż Zelaya nie otrzymał zgody rządu tymczasowego na swobodne opuszczenie kraju bez akceptacji azylu politycznego zagranicą.
W połowie grudnia 2009 Kongres Narodowy rozpoczął prace nad projektem powszechnej amnestii dla osób zaangażowanych w czerwcowy zamachu stanu. Powołał w tym celu specjalny panel. Ideę wprowadzenia amnestii poparł również prezydent elekt Lobo Sosa. Wezwał on także Michelettiego do rezygnacji z funkcji szefa państwa w celu umożliwienia normalizacji stosunków ze społecznością międzynarodową. Micheletti stanowczo odmówił, oświadczając, że pozostanie na stanowisku do końca konstytucyjnej kadencji 27 stycznia 2010. Na początku stycznia 2010 USA wezwały Michelettiego do rezygnacji ze stanowiska jeszcze przed zaprzysiężeniem nowego prezydenta, proponując za datę końcową dzień 15 stycznia 2010. Opinię tę podzielił Lobo Sosa, argumentując to potrzebą wdrożenia porozumienia z San Jose i Tegucigalpy. Micheletti odrzekł, że nie zamierza zmieniać decyzji parlamentu, który powierzył mu pełnienie funkcji do 27 stycznia. Poinformował też o swojej absencji w czasie inauguracji nowego prezydenta.
7 stycznia 2010 honduraska prokuratura postawiła zarzuty „nadużycia władzy” dowódcy wojska gen. Romeo Vasquezowi i pięciu innym wojskowym w związku z odsunięciem od władzy prezydenta Manuela Zelayi i skierowała tę sprawę do Sądu Najwyższego. Wojskowi zostali oskarżeni o naruszenie konstytucyjnego przepisu zabraniającego wydalania z kraju obywateli przy użyciu siły. Generał Vasquez zapowiedział gotowość stawienia się przed obliczem sprawiedliwości. Manuel Zelaya uznał sprawę za „nowy fortel” władz chcących zapewnić „bezkarność” dowódcom wojsk poprzez oskarżanie ich o drobne przestępstwa. 14 stycznia 2010 Sąd Najwyższy przedstawił sześciu oskarżonym zarzuty, a tydzień później rozpoczął ich proces. Po kilkudniowym procesie, 26 stycznia 2010, oczyścił ich z zarzutów. Przewodniczący Sądu Najwyższego, Jorge Rivera, stwierdził, że prokuratura nie zdołała udowodnić, że oskarżeni działali w złej wierze. Oznajmił, że ich działania były usprawiedliwione, miały na celu zachowanie pokoju w kraju i nie zmierzały do wyrządzenia żadnej krzywdy prezydentowi Zelayi.
12 stycznia 2010 Kongres Narodowy rozpoczął debatę na temat powszechnej amnestii dla osób zaangażowanych w zamach stanu. Zelaya i jego zwolennicy sprzeciwiali się jej przyjęciu, twierdząc, że naruszenia praw człowieka, nielegalne zatrzymania i inne zbrodnie popełnione od czasu zamachu nie mogą pozostać bez kary. Prezydent elekt nalegał na uchwalenie amnestii, którą postrzegał jako jedyne wyjście z kryzysu, szansę na pojednanie narodowe i odzyskanie poparcia międzynarodowego. 13 stycznia parlament uchwalił dekret gwarantujący amnestię polityczną dla p.o. prezydenta Roberto Michelettiego, 17 ministrów i wiceministrów rządu tymczasowego, przewodniczącego Sądu Najwyższego oraz prokuratora generalnego. 26 stycznia 2010 Kongres przyjął kolejny dekret, gwarantujący amnestię polityczną prezydentowi Zelayi i jego współpracownikom oraz wojskowym zaangażowanym w zamach. Amnestia polityczna nie obejmowała zarzutów o charakterze przestępczym.

### Wyjazd Zelayi z Hondurasu i zakończenie kryzysu (styczeń 2010)

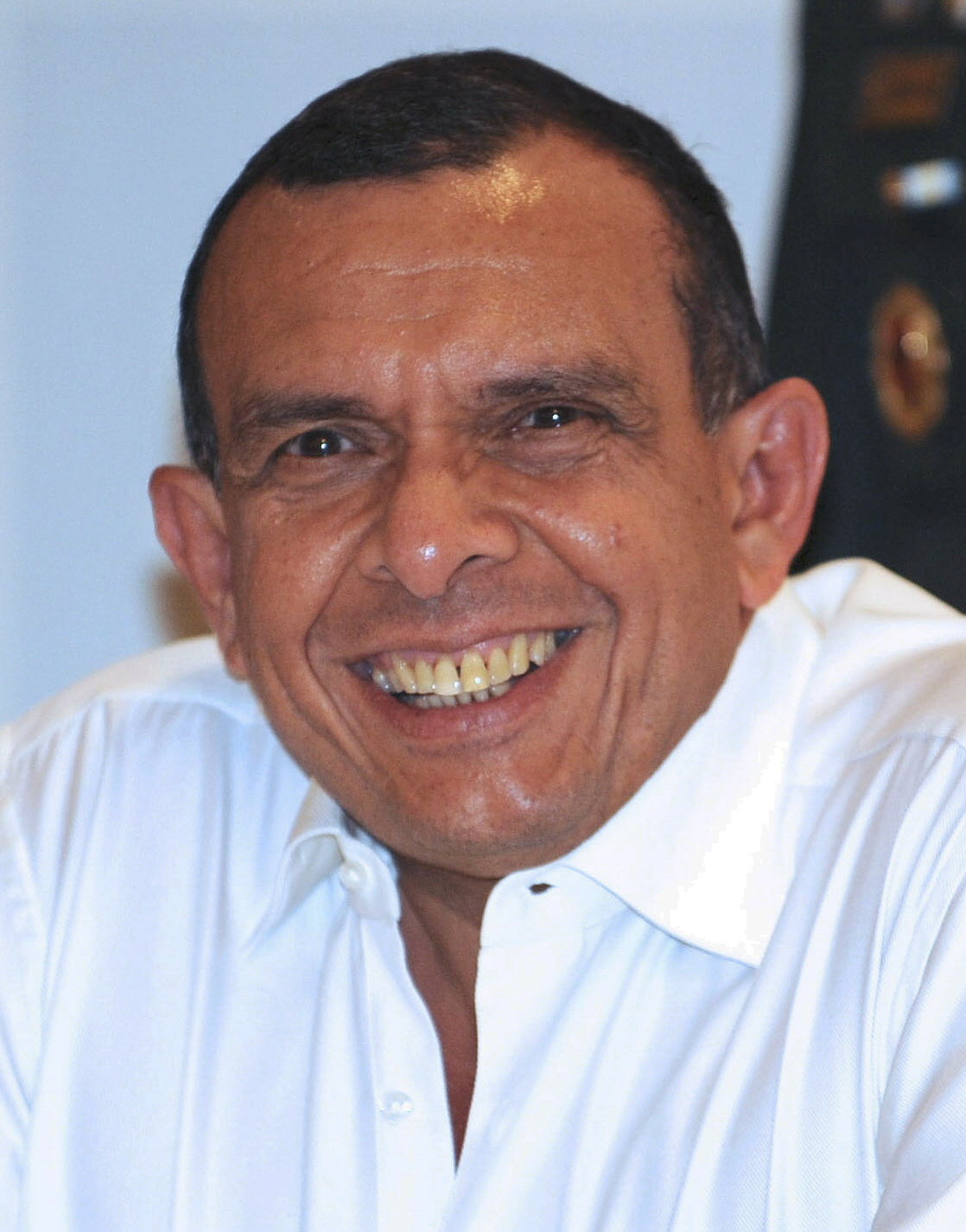
Porfirio Lobo Sosa, nowy prezydent Hondurasu od stycznia 2010

Równocześnie z procesem uchwalania przez parlament amnestii politycznej, prezydent elekt Lobo Sosa podjął dodatkowe działania zmierzające do uregulowania sytuacji politycznej. 20 stycznia 2010 porozumiał się z prezydentem Dominikany, Leonelem Fernándezem, w sprawie zagwarantowania Zelayi możliwości bezpiecznego opuszczenia kraju. Prezydent Fernández zaoferował przyjęcie Zelayi na Dominikanie, wraz z rodziną i najbliższym kręgiem współpracowników, jako „gości siostrzanego narodu”. 26 stycznia 2010, w publicznym oświadczeniu, Zelaya zaakceptował propozycję Lobo Sosy i prezydenta Fernándeza i ogłosił opuszczenie Hondurasu następnego dnia.
27 stycznia 2010, w dniu zakończenia konstytucyjnej kadencji prezydenta Zelayi, na Stadionie Narodowym w Tegicagalpie odbyła się uroczysta inauguracji prezydentury i zaprzysiężenie Porfirio Lobo Sosy. Oprócz mieszkańców stolicy, w ceremonii wzięli udział przedstawiciele innych państw, w tym prezydent Dominikany. P.o. prezydenta Roberto Micheletti, zgodnie z zapowiedzią, nie wziął udziału w uroczystościach. Przejmując władzę, nowy prezydent poprzysiągł „być wiernym republice i zapewniać przestrzeganie jej praw”. Zapowiedział działania na rzecz zakończenia międzynarodowej izolacji kraju i odmrożenia wstrzymanej pomocy zagranicznej. Powiedział, że kraj „wychodzi z najgorszego kryzysu w historii” oraz zapewnił, że będzie „prezydentem dla wszystkich”. Pierwszą czynnością nowego prezydenta było podpisanie dekretu o amnestii politycznej dla osób zaangażowanych w zamach stanu.
Po ceremonii, Manuel Zelaya, w towarzystwie prezydentów Lobo Sosy i Fernándeza, po ponad czterech miesiącach przebywania, opuścił budynek brazylijskiej ambasady. Pod policyjną eskortą udał się na stołeczne lotnisko i na pokładzie samolotu prezydenta Fernandeza, wraz z nim i swoim najbliższym otoczeniem, opuścił Honduras, odlatując do Dominikany. Na lotnisku żegnał go tłum zwolenników. Zelaya podziękował za wsparcie udzielane mu przez obywateli oraz naród dominikański w czasie gdy, jak sam określił, „był przez 129 dni więźniem” we własnym kraju. Uznał również za przedwczesną jakąkolwiek dyskusję na temat swojej politycznej przyszłości.
Zaprzysiężenie nowego prezydenta Lobo Sosy i opuszczenie kraju przez Manuela Zelayę oznaczało zakończenie siedmiomiesięcznego kryzysu politycznego, jaki wybuchł po dokonaniu przez wojsko zamachu stanu 28 czerwca 2009. Kryzys ten oprócz charakteru politycznego, miał również wymiar gospodarczy i społeczny. W dobie ogólnoświatowego kryzysu gospodarczego, doprowadził do jeszcze większego pogorszenia stanu honduraskiej gospodarki, a także spolaryzował społeczeństwo, dzieląc je na dwa wrogie obozy. Miał również wpływ na otoczenie międzynarodowe. Wywołał poważny kryzys w Ameryce Łacińskiej i na całej zachodniej półkuli. Wymusił na społeczności podjęcie wysiłków dyplomatycznych, które ostatecznie okazały się nieskuteczne. Społeczność ta, początkowo zjednoczona w działaniu i całkowicie potępiająca zamach, po wyborach prezydenckich zajęła dwa różne stanowiska w kwestii sposobu zakończenia kryzysu. Organizacje broniące praw człowieka zwracały uwagę na nierespektowanie przez rząd tymczasowy praw obywateli, tłumienie antyrządowych demonstracji i inne działania służ bezpieczeństwa, które doprowadziły do ofiar śmiertelnych oraz ograniczanie praw wolności mediów.

## Protesty mieszkańców

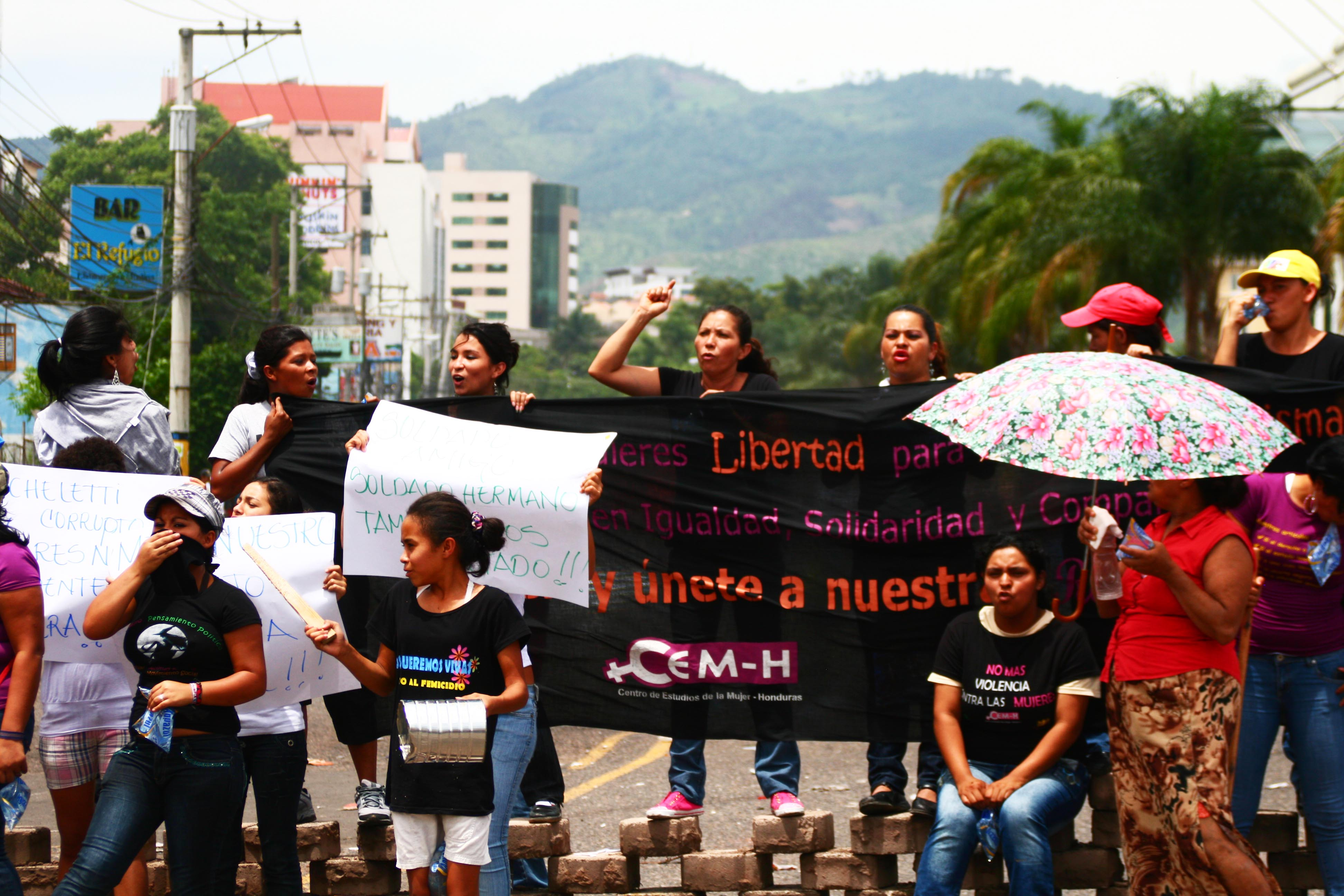
Protest zwolenników prezydenta Zelayi, 29 czerwca 2009

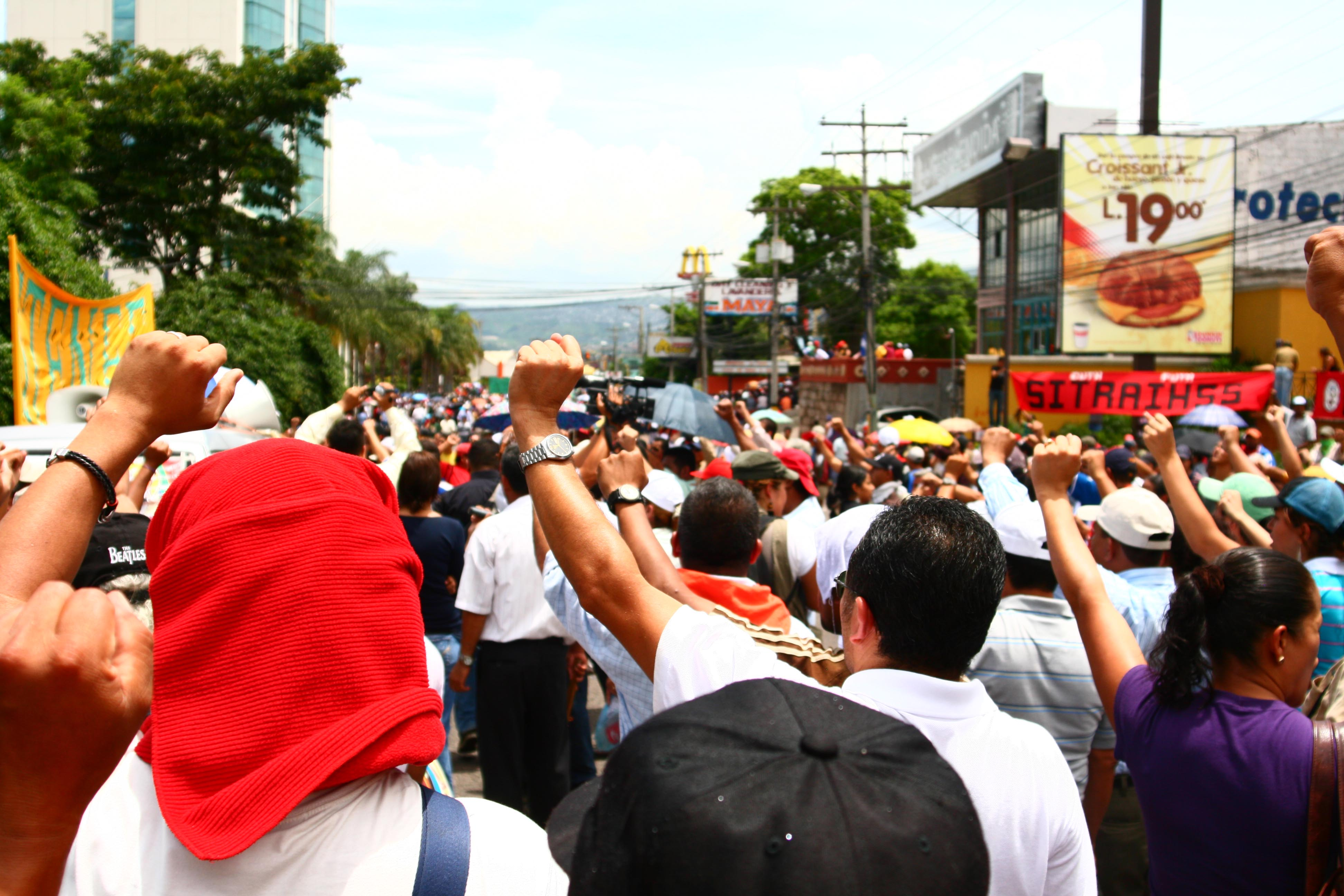
Demonstracja poparcia dla Zelayi

Zamach stanu w Hondurasie spowodował podział mieszkańców kraju na dwa wrogie obozy, zwolenników i przeciwników obalonego prezydenta. Obie grupy niemal natychmiast rozpoczęły protesty i manifestacje w obronie swoich racji. Protesty przeciwników Zelayi spotykały się z siłową reakcją służb bezpieczeństwa oraz doprowadziły do szeregu aresztowań i co najmniej 6 ofiar śmiertelnych.
Już 29 czerwca w Tegucigalpie doszło do starć zwolenników obalonego prezydenta z policją. W ich wyniku zginęła jedna osoba, a 60 zostało rannych. Protestujący obrzucili policję kamieniami, a ta w odpowiedzi użyła gazu łzawiącego i otworzyła ogień. Protestujący, z zasłoniętymi twarzami, wymachiwali flagami i wykrzykiwali hasła, nazywając armię „zdrajcami”. Krajowe związki zawodowe wezwały do przeprowadzenia strajku generalnego.
30 czerwca zwolennicy obalonego prezydenta kontynuowali protesty w Tegucigalpie. Liderzy związków zawodowych ogłosili ogólnonarodowy strajk i oszacowali, że w protestach wzięło udział w całym kraju ponad 10 tysięcy osób. Po raz pierwszy na ulice stolicy wyszli również przeciwnicy obalonego prezydenta. Tysiące osób wymachiwało flagami narodowymi i wykrzykiwało, że Zelaya został legalnie usunięty z urzędu. W manifestacji wziął udział Roberto Micheletti oraz usunięty szef armii generał Romeo Vazquez.
1 lipca zwolennicy i przeciwnicy Zelayi kontynuowali protesty. Do największej demonstracji przeciwników Zelayi doszło w mieście Choluteca. Zwolennicy obalonego prezydenta zdemolowali lokal Burger King w stolicy kraju, należący do oponenta Zelayi. Skarżyli się także na utrudnienia w organizacji protestów czynione im przez władze.
2 lipca odbyły się kolejne wiece poparcia dla dwóch stron konfliktu. Zwolennicy Zelayi demonstrowali w Tegucigalpie oraz w San Pedro Sula na północy kraju. Utworzyli oni społeczny ruch, Ludowy Front Oporu. W San Pedro Sula protestowali również zwolennicy nowej władzy. Policja w celu przerwania antyrządowej demonstracji użyła gazu łzawiącego i armatek wodnych. Aresztowanych zostało 70 osób.
4 lipca mieszkańcy Hondurasu kontynuowali demonstracje. Wraz z upływem czasu i rozwojem wydarzeń, społeczeństwo stawało się coraz bardziej spolaryzowane, a protesty przybierały coraz bardziej agresywną formę. 5 lipca 2009, w dniu próby powrotu Zelayi do kraju przed lotniskiem w Tegucigalpie zgromadziły się tysiące jego zwolenników. W chwili zbliżania się prezydenckiego samolotu doszło do starć manifestantów z policją. By odeprzeć napierający tłum, policja użyła gazu łzawiącego. W wyniku starć zginęła jedna osoba. 6 lipca zwolennicy prezydenta wezwali do poszerzenia protestów i rozpoczęcia blokad dróg. W stolicy w pobliżu pałacu prezydenckiego przemaszerowało 2 tys. osób. 7 lipca w demonstracji zwolenników Zelayi wzięła udział jego żona, Xiomara Castro de Zelaya. 8 lipca taksówkarze, w proteście przeciw zamachowi, zablokowali główną drogę prowadzącą do Nikaragui.
9 lipca zwolennicy Zelayi zablokowali główne ulice w kraju, a jego przeciwnicy demonstrowali w mieście San Pedro Sula. 10 lipca zwolennicy prezydenta opanowali most La Amistad nad rzeką Ulúa w El Progreso na północnym wybrzeżu. 11 lipca przemaszerowali pod lotnisko Toncontin w Tegucigalpie, by oddać hołd protestantom, który zginęli tam kilka dni wcześniej.
14 lipca Zelaya na konferencji w Gwatemali wezwał swoich zwolenników do kontynuowania protestów. Stwierdził, że mają oni „prawo do powstania, strajków, manifestacji (...) i obywatelskiego nieposłuszeństwa”. Tysiące jego zwolenników przemaszerowało w Tegucigalpie spod gmachu uniwersytetu pod budynek ambasady amerykańskiej, wzywając Stany Zjednoczone do zajęcia bardziej zdecydowanej postawy wobec honduraskich władz.
16 lipca setki zwolenników Manuela Zelayi zablokowało główne arterie komunikacyjne prowadzące z różnych stron do stolicy, żądając przywrócenia go do władzy. Policja wezwała protestujących do nieużywania siły i powstrzymania się od bójek i niszczenia infrastruktury. 17 i 18 lipca blokada tras wylotowych była kontynuowana. 18 lipca ponad 2 tysiące osób manifestowało poparcie dla Zelayi przed budynkiem Narodowego Związku Pracowników Produkujących Napoje. Wśród nich była żona Zelayi, Xiomara Castro. W nadmorskim mieście Tocoa doszło do strać zwolenników i przeciwników prezydenta. W wyniku ulicznych walk rannych zostało wiele protestujących, w tym również dzieci.
22 lipca, wraz z podjęciem trzeciej rundy negocjacji, w Tegucigalpie wybuchła nowa fala protestów. W gęsto zaludnionej dzielnicy Kennedy’ego studenci popierający Zelayę starli się z siłami bezpieczeństwa. Około 200 kobiet protestowało pod ambasadą amerykańską, domagając się „mniejszej ilości słów, a większej ilości działań przeciw zamachu na polu międzynarodowym”. Przeciwnicy Zelayi, zrzeszeni w Demokratycznej Unii Obywatelskiej (UCD) zorganizowali protest pod hasłem „Na rzecz Patriotyzmu i Odwagi”, na którym wyrazili poparcie dla rządu tymczasowego Roberto Michelettiego. Burmistrz stolicy, Ricardo Alvarez stwierdził, że „Zelaya nie może wrócić do kraju, gdyż naruszył prawo”.
23 lipca zwolennicy Zelayi rozpoczęli ogólnonarodowy strajk, do którego przyłączyli się pracownicy Ministerstwa Edukacji, Narodowej Spółki Energetycznej, Narodowego Instytutu Rolniczego oraz Instytutu Bezpieczeństwa Socjalnego. Strajkujący zablokowali główne drogi prowadzące do granic państwa. Tego samego dnia hondurascy przedsiębiorcy zaoferowali rządowi tymczasowemu wsparcie finansowe na zakup broni dla policji narodowej.
Po przekroczeniu przez Zalayę granicy Hondurasu od strony Nikaragui setki jego zwolenników gromadziło się na terenach pogranicza. W przygranicznym mieście El Paraíso doszło do starć ze służbami bezpieczeństwa. Demonstrujący obrzucili żołnierzy kamieniami, a ci odpowiedzieli w zamian użyciem gazu łzawiącego. W starciach ranne zostały dwie osoby. 25 lipca w pobliżu miasta znaleziono ciało 24-letniego zwolennika Zelayi ze śladami po ranach kłutych na ciele. Ciało leżało w polu kukurydzy przy autostradzie, pół kilometra od El Paraiso. Według świadków, mężczyzna został aresztowany przez policję 24 lipca, a następnie ślad po nim zaginął.
30 lipca 2009 zwolennicy Zelayi starli się w Tegucigalpie ze służbami bezpieczeństwa, po tym jak zablokowali autostradę w mieście. Policja i wojsko użyło przeciwko nim gazu łzawiącego. W wyniku starć rannych zostało kilka osób, w tym jeden z demonstrantów został postrzelony w głowę. 31 lipca demonstranci w dalszym ciągu blokowali ulice w stolicy. Dołączyła do nich żona Zelayi, Xiomara Castro, która wróciła do Tegucigalpy z przygranicznego miasta El Paraiso. 1 sierpnia 2009 w stołecznym szpitalu zmarł Roger Abraham Vallejo, nauczyciel i zwolennik Zelayi, który został postrzelony przez służby bezpieczeństwa w czasie starć z policją dwa dni wcześniej. 3 sierpnia cześć zwolenników Zelayi rozpoczęła w stolicy strajk głodowy, żądając natychmiastowego przywrócenia obalonego prezydenta na stanowisko.
5 sierpnia 2009 w Tegucigalpie doszło do protestów studentów popierających Zelayę. Zablokowali oni bulwar przed Narodowym Autonomicznym Uniwersytetem Hondurasu. Doszło do starć z policją, która użyła gazu łzawiącego w celu rozproszenia protestujących. Wtargnęła również na teren uniwersytetu. W wyniku starć rannych zostało kilka osób. Kadra profesorska potępiła użycie siły przeciwko studentom i zaapelowała do społeczności międzynarodowej o wyrazy solidarności z uczelnią i potępienie aktów przemocy. 5 sierpnia personel 28 szpitali, w tym 15 tysięcy pielęgniarek, ogłosili bezterminowy strajk, dołączając w ten sposób do strajkujących od tygodni nauczycieli.
11 sierpnia 2009 w Tegucigalpie oraz w San Pedro Sula miały miejsce ponowne masowe protesty zwolenników prezydenta Zelayi. Począwszy od 5 sierpnia maszerowali oni z różnych miejsc w kraju, by w końcu zgromadzić się w centrum stolicy przed budynkiem parlamentu. Protest przybrał gwałtowną formę. Zwolennicy prezydenta podpalili jedną z restauracji oraz miejski autobus. W odpowiedzi władze wprowadziły w mieście nocną godzinę policyjną. 12 sierpnia w stolicy doszło do dalszych starć z policją. Protestujący obrzucili funkcjonariuszy kamieniami, którzy odpowiedzieli rozpyleniem gazu łzawiącego. Zwolennicy Zelayi skopali i uderzyli pięścią wiceprzewodniczącego parlamentu Ramona Velazqueza, kiedy ten opuszczał swoje biuro. Aresztowanych zostało 55 osób demonstrantów i 40 kolejnych zwolenników Zelayi, którzy spali w budynku kolegium nauczycielskiego.
24 sierpnia 2009 setki taksówkarzy zablokowało ulice w stolicy, żądając powrotu prezydenta Zelayi. 28 sierpnia, w przeddzień rozpoczęcia kampanii wyborczej przed wyborami prezydenckimi, około tysiąca zwolenników Zelayi przemaszerowało ulicami Tegucigalpy, domagając się jego powrotu. Wezwali oni naród do bojkotu listopadowych wyborów. Narodowy Front Oporu, skupiający zwolenników prezydenta Zelayi, stwierdził, że przeprowadzenie wyborów bez przywrócenia konstytucyjnego porządku oznaczałoby zalegalizowanie przemocy wojskowej.
Kolejna fala protestów zwolenników Zelayi wybuchła 21 września 2009, po przedostaniu się przez niego do ambasady Brazylii w Tegucigalpie, w ich wyniku śmierć poniosły dwie osoby. Do protestów doszło również 2 grudnia 2009, po wyrażeniu przez parlament sprzeciwu wobec powrotu Zelayi do władzy.

## Wolność mediów
Nowe władze, powołane po przeprowadzeniu zamachu stanu, poważnie ograniczyły wolność mediów. Zamknęły stacje telewizyjne przychylne Zelayi. Zawiesiły transmisje prowadzone przez lokalnych nadawców międzynarodowych programów informacyjnych. W państwowej telewizji zamiast bieżących wiadomości pojawiły się telenowele, bajki i muzyka. Organizacja Reporterzy bez Granic skrytykowała działania władz: „Zawieszenie bądź zamknięcie lokalnych i międzynarodowych nadawców medialnych wskazuje, że liderzy zamachu chcą ukryć to, co się dzieje. OPA i społeczność międzynarodowa muszą naciskać na zniesienie blokady informacyjnej”.
4 sierpnia Specjalny Wysłannik ONZ ds. Wolności Wypowiedzi Franck La Rue oskarżył rząd tymczasowy o ograniczanie wolności słowa w celu wyciszenia protestów opozycji. Określił rząd mianem „rządu dyktatorskiego, który zamyka przestrzeń dla demokracji”. W nawiązaniu do zamknięcia przez rząd jednej ze stacji telewizyjnych, Channel 36, stwierdził, że była to „agresja przeciwko mediom”.
W połowie sierpnia 2009 Międzyamerykańskie Stowarzyszenie Prasy (IAPA, Inter-American Press Association) potępiło ataki przeciw niezależnym mediom, do jakich doszło w poprzednich dniach w Hondurasie. Na początku sierpnia nieznani sprawcy obrzucili bowiem koktajlami Mołotowa biuro gazety El Heraldo, podpalili samochód należący do redakcji gazety La Tribuna oraz podłożyli bomby pod siedzibę telewizji Channel11, gdzie mieściły się także biura innych koncernów medialnych.
23 sierpnia 2009 zamaskowani sprawcy zniszczyli nadajniki dwóch rozgłośni radiowych wspierających prezydenta Zelayę, Radio Globo oraz Channel 36. W nocy 31 sierpnia 2009 zamaskowani mężczyźni podpalili biuro Radia America w mieście Olanchito na północy kraju. Był to już trzeci akt przemocy wobec tej stacji radiowej. Na początku lipca po raz pierwszy zniszczone zostało biuro stacji, a w połowie sierpnia na parkingu przed jej główną siedzibą w stolicy została umieszczona bomba.
27 września 2009 rząd tymczasowy wydał dekret zezwalający na zawieszanie podstawowych wolności obywatelskich, w tym wolności mediów i swobody wypowiedzi. Następnego dnia na jego mocy zamknął opozycyjną rozgłośnię radiową Radio Globo oraz telewizję Cholusat Sur. Budynki obu mediów zostały zajęte przez wojsko.

## Reakcja międzynarodowa

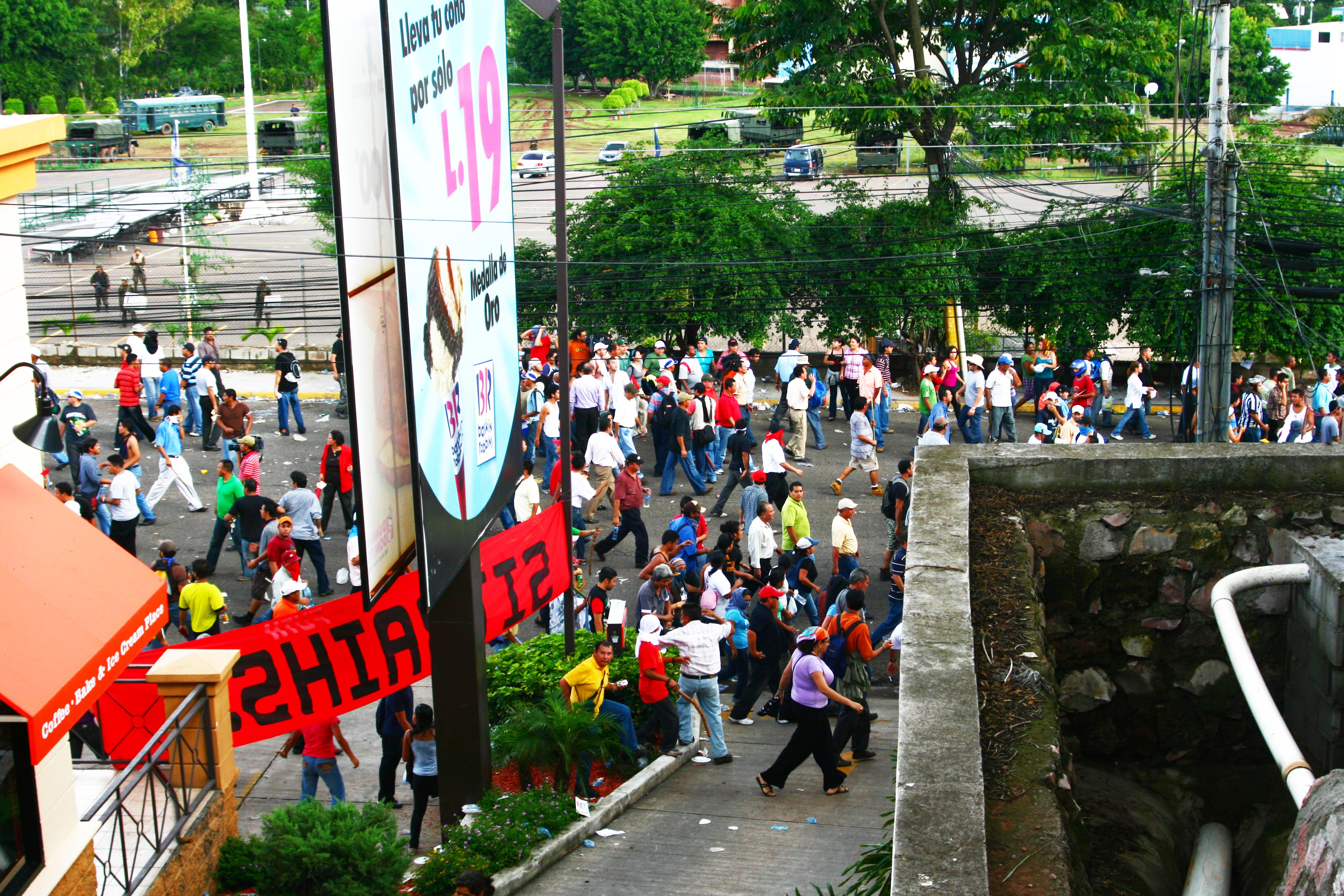
Demonstracja poparcia dla Zelayi

### Organizacje międzynarodowe
- ONZ – sekretarz generalny Ban Ki-moon wyraził silne poparcie dla krajowych instytucji demokratycznych i potępił aresztowanie konstytucyjnego Prezydenta Republiki. Wezwał do przywrócenia demokratycznie wybranych przedstawicieli państwa i pełnego poszanowania praw człowieka, w tym ochrony bezpieczeństwa prezydenta, jego rodziny i jego rządu. Wezwał wszystkich obywateli do zaangażowania się w sposób pokojowy i w duchu pojednania w rozwiązanie konfliktów. Zapewnił, że ONZ jest gotowa zapewnić pomoc w rozwiązywaniu kryzysu[233]. 29 czerwca 2009 odbyło się specjalne posiedzenie Zgromadzenia Ogólnego ONZ, poświęcone wydarzeniom w Hondurasie[234]. 30 czerwca Zgromadzenie Ogólne ONZ przyjęło rezolucję wzywającą do przywrócenia na stanowisko prezydenta Zelayi. Rezolucja wzywała wszystkie państwa członkowskie ONZ do nieuznawania innego rządu niż prezydenta Zelayi[26].
- Organizacja Państw Amerykańskich – OPA na specjalnym szczycie w Waszyngtonie potępiła „zamach stanu”[9]. Zażądała „natychmiastowego, bezpiecznego i bezwarunkowego powrotu prezydenta Zelayi”[235]. 1 lipca dała władzom Hondurasu 72 godziny na przywrócenie obalonego prezydenta. Po niespełnieniu tego żądania, zawiesiła 4 lipca Honduras w prawach członka[42]. 23 lipca sekretarz generalny OPA José Miguel Insulza nazwał próbę powrotu Zelayi do kraju poprzez granicę z Nikaraguą „pospieszną”. Wyraził przy tym nadzieję na osiągnięcie porozumienia przez dwie strony. Nawiązując do próby powrotu Zelayi powiedział: „Zawsze chciał powrócić do kraju, ale ważnym jest uczynić wszystko w celu uniknięcia możliwej konfrontacji”[75].
- Unia Europejska – UE mocno potępiła aresztowanie prezydenta Zelayi. Uznała to działanie za „niedopuszczalne naruszenie porządku konstytucyjnego” i wezwała do natychmiastowego uwolnienia prezydenta i szybkiego przywrócenia norm konstytucji[236]. 20 lipca UE zawiesiła swoją całą pomoc budżetową dla Hondurasu w wysokości 90 mln USD (63 mln euro). Komisarz UE ds. stosunków zewnętrznych Benita Ferrero-Waldner „zaapelowała do dwóch stron konfliktu o powstrzymanie się od wszelkich działań i deklaracji, które mogłyby doprowadzić do eskalacji napięć i utrudnić osiągnięcie porozumienia”[69]. 21 lipca minister spraw zagranicznych Szwecji sprawującej przewodnictwo w UE, Carl Bildt oznajmił, że UE ograniczy kontakty z rządem Hondurasu do czasu osiągnięcia porozumienia pokojowego. Podkreślił, że mediacja prezydenta Ariasa stanowi jedyne rozwiązanie kryzysu[70].
- ALBA – wszyscy członkowie ALBA ogłosili we wspólnym komunikacie, że żadne z nich nie uzna nowego rządu w Hondurasie[237].
- UNASUR – 10 sierpnia 2009, w czasie szczytu w Quito, przywódcy państw UNASUR zażądali natychmiastowego przywrócenia Manuela Zelayi na stanowisko prezydenta oraz stwierdzili, że nie uznają wyników wyborów prezydenckich zorganizowanych tylko przez tymczasowe władze Hondurasu[238].
- CARICOM – CARICOM w oświadczeniu prasowym potępiła zamach i wyraziła zaniepokojenie traktowaniem przedstawicieli dyplomatycznych podczas wydarzeń. Wezwała do natychmiastowego przywrócenia prezydenta Zelayi[239].
- Mercosur – 24 lipca MERCOSUR ostro potępił zamach stanu w Hondurasie i odmówił uznania legalności tymczasowych władz tego kraju. Wyraził solidarność z mieszkańcami Hondurasu i zażądał natychmiastowego przywrócenia porządku publicznego i demokracji[78].
- Bank Światowy – BŚ 1 lipca 2009 ogłosił, że zawiesza Hondurasowi udzielanie kredytu w wysokości 400 mln USD[28].

### Państwa
- Argentyna – prezydent Cristina Fernández de Kirchner wyraziła „głębokie zaniepokojenie” sytuacją w Hondurasie. Stwierdziła, że „przypomina ona najgorsze lata w historii Ameryki Łacińskiej”. Wyraziła żądanie przestrzegania Karty Demokratycznej OPA, która zobowiązuje do bezwarunkowego poszanowania demokracji oraz przede wszystkim żądanie przywrócenia na stanowisko usuniętego prezydenta. Dodała, że „nie waha się nazwać wydarzeń mianem barbarzyństwa”. Jej zdaniem „wszystkie państwa kontynentu i cała społeczność międzynarodowa powinny żądać przywrócenia demokratycznie wybranego prezydenta”[236]. 13 sierpnia 2009 argentyńskie MSZ zażądało wydalenia honduraskiego ambasadora z Buenos Aires z powodu wyrażania publicznego poparcia dla zamachu stanu[240]. W odpowiedzi, 18 sierpnia władze Hondurasu zażądały opuszczenia ich kraju przez argentyńskich dyplomatów w ciągu 3 dni. Buenos Aires odrzuciło jednak to żądanie, oświadczając, że uznaje tylko demokratyczny rząd prezydenta Zelayi[97]. 22 sierpnia władze Hondurasu ograniczyły dostęp do argentyńskiej ambasady i zagroziły deportacją dyplomatów po opuszczeniu przez nich terenu ambasady[241].
- Boliwia – prezydent Evo Morales określił usunięcie prezydenta jako „napaść na demokrację”[9][236]. „To, co dzieje się obecnie w Hondurasie tylko dyskredytuje siły zbrojne w krajach Ameryki Łacińskiej, które chcą wpływać na demokratyczne decyzje społeczeństwa. To działanie przeciwko demokracji i woli obywateli. Chcę wyrazić mój podziw i respekt dla prezydenta Manuela Zelayi, którego znam bardzo dobrze i dzielę z nim wiele podobnych doświadczeń. Ufam, że naród Hondurasu obroni swojego prezydenta”[242].
- Brazylia – minister spraw zagranicznych Celso Amorim w wydanym oświadczeniu „ostro potępił akcję wojskową, która doprowadziła do odsunięcia od władzy prezydenta Hondurasu. Wezwał do jego „natychmiastowego i bezwarunkowego powrotu do władzy” i wyraził „solidarność z mieszkańcami Hondurasu”[243]. 23 września 2009 Brazylia zawiesiła ruch bezwizowy wobec wszystkich obywateli Hondurasu[244].
- Chile – chilijskie Ministerstwo Spraw Zagranicznych „zażądało przywrócenia demokracji w Hondurasie i natychmiastowego powrotu prezydenta Zelayi”. Prezydent Michelle Bachelet, jako przewodnicząca organizacji UNASUR, powiedziała, że organizacja ta „potępia porwanie prezydenta Zelayi i jego ministrów oraz okupację budynków rządowych przez grupy mające na celu destabilizację demokracji”. Wyraziła decyzję o nieuznawaniu innego rządu niż legalnie wybranego”[245]. 23 lipca prezydent Bachelet wezwała OPA do podjęcia kroków w celu uniknięcia rozlewu krwi w Hondurasie. Powiedziała, że „jeśli zawiodła mediacja prezydenta Ariasa, OPA musi podjąć dodatkowe kroki, potrzebne do osiągnięcia wypełnienia rezolucji Zgromadzenia Ogólnego ONZ”[76].
- Chińska Republika Ludowa – rzecznik prasowy MSZ ChRL oświadczył, że „Chiny wyrażają zaniepokojenie sytuacją w Hondurasie i mają nadzieję na przywrócenie stabilności w kraju tak szybko jak to możliwe”. Honduras nie utrzymuje stosunków dyplomatycznych z Chinami[246].
- Ekwador – ekwadorskie Ministerstwo Spraw Zagranicznych stwierdziło, że nie uzna innej władzy niż władzy prezydenta Zelayi[236].
- Francja – francuskie MSZ stwierdziło, że „Francja ostro potępia zamach w Hondurasie. Areszt i wydalenie przedstawicieli dyplomatycznych stanowią poważne naruszenie Konwencji Wiedeńskiej i są niedopuszczalne”. Dodało, że „porządek konstytucyjny musi zostać przywrócony przy pierwszej okazji” i „wezwało wszystkie strony do działania z poszanowaniem zasad i wartości demokracji”[245].
- Hiszpania – premier José Luis Rodríguez Zapatero wyraził ostre potępienie wobec nielegalnego zatrzymania i wydalenia prezydenta Hondurasu. Wezwał do rozwiązania sporu poprzez dialog i przy poszanowaniu zasad demokracji[236].
- Kanada – minister stanu ds. zagranicznych Peter Kent oświadczył, że „Kanada potępia zamach stanu i wzywa wszystkie strony do zachowania powściągliwości i szukania pokojowego rozwiązania obecnego kryzysu politycznego, w sposób który respektuje demokratyczne normy rządów prawa, w tym honduraską konstytucję”[247].
- Kolumbia – kolumbijski rząd wystosował czteropunktowe oświadczenie, w którym wyraził głębokie zaniepokojenie złamaniem porządku konstytucyjnego, potępił usunięcie z urzędu demokratycznie wybranego prezydenta Zelayi, wezwał do przywrócenia konstytucyjnego i prawnego porządku oraz wsparł działania OPA mające na cele znalezienie demokratycznego rozwiązania kryzysu[248].
- Kuba – rząd kubański potępił zamach stanu: „Podkreślamy przestępczy i brutalny charakter tego przewrotu. Domagamy się powrotu prezydenta”. Solidarność z Zelayą ogłosili Fidel Castro oraz prezydent Raúl Castro. Ten pierwszy porównał wydarzenia w Hondurasie do puczu generała Pinocheta w Chile w 1973[242].
- Meksyk – meksykański rząd potępił aresztowanie i deportację prezydenta Zelayi[249]. 4 sierpnia 2009 prezydent Felipe Calderón w trakcie oficjalnej wizyty prezydenta Zelayi wyraził poparcie dla jego osoby. Powiedział, że „przyjmuje go z otwartymi ramionami”, wyraża „solidarność z Hondurasem i popiera przywrócenie Zelayi jako prezydenta kraju”. Stwierdził, że „Zelaya i członkowie jego rządu będą mieli zawsze otwarte drzwi w jego kraju”, który „teraz i zawsze odrzuca wszelkie próby przywrócenia autorytarnej przeszłości, która wyrządziła wiele krzywdy jego narodowi”. Wyraził poparcie dla planu pokojowego wynegocjowanego przez prezydenta Kostaryki Oscara Ariasa[92].
- Niemcy – minister spraw zagranicznych Frank-Walter Steinmeier potępił aresztowanie i wydalenie prezydenta Zelayi, stwierdzając, że „taki akt narusza porządek konstytucyjny Republiki Hondurasu”. Wezwał do szybkiego powrotu do rządów prawa i podjęcia przez strony dialogu w celu znalezienia pokojowego rozwiązania[250].
- Paragwaj – prezydent Fernando Lugo, że miejsce dla uczestników zamachu jest w więzieniu[251].
- Peru – minister spraw zagranicznych Peru José García Belaúnde oświadczył, że jego rząd „stanowczo potępia” zamach i będzie naciskał na przywrócenie demokracji w Hondurasie[252].
- Rosja – rzecznik rosyjskiego MSZ potępił obalenie prezydenta Zelayi i nazwał je „rażącym złamaniem podstawowych norm demokratycznych”. Rosja z zadowoleniem przyjęła wysiłki regionalnych organizacji i grup, starających się „wypracować rozwiązanie w ramach prawa międzynarodowego”[253].

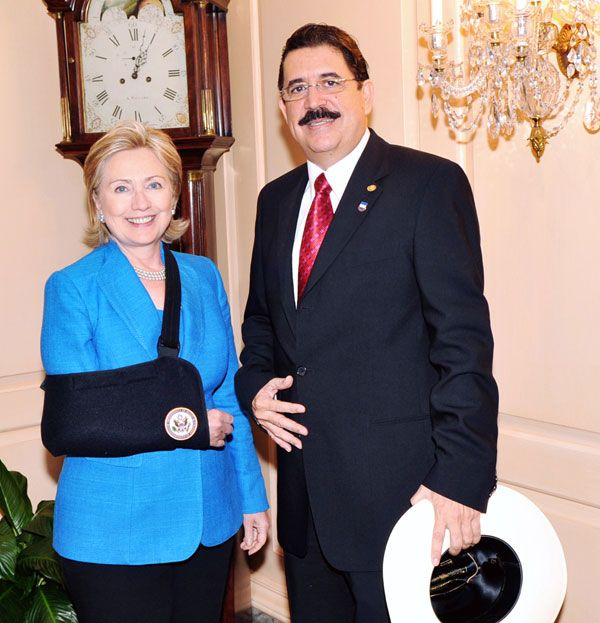
Sekretarz stanu USA, Hillary Clinton, razem z prezydentem Zelayą, lipiec 2009

- Stany Zjednoczone – USA stwierdziły, że uznają prezydenta Zelaya za jedynego konstytucyjnego prezydenta Hondurasu[254]. Biały Dom zaprzeczył jakiemukolwiek zaangażowaniu w wydarzenia[9]. Prezydent Barack Obama stwierdził, że jest „poważnie zaniepokojony” wydarzeniami w Hondurasie”. Wezwał „wszystkich politycznych i społecznych aktorów wydarzeń w Hondurasie do poszanowania norm demokratycznych, rządów prawa i zasad Międzyamerykańskiej Karty Demokratycznej”. Powiedział, że „istniejące napięcia i spory muszą zostać rozwiązane pokojowo poprzez dialog, wolne od jakiejkolwiek zagranicznej ingerencji”[255]. Obama określił usunięcie prezydenta jako bezprawne. Stwierdził, że ustanowiono by „straszny precedens”, gdyby zamach nie został cofnięty[256]. Sekretarz stanu Hillary Clinton stwierdziła, że „działania podjęte przeciw prezydentowi Hondurasu łamią zasady Karty Dialogu Międzyamerykańskiego i z tego powodu powinny być potępione przez wszystkich”. Wezwała wszystkie strony do poszanowania porządku konstytucyjnego i rządów prawa oraz do rozwiązania sporu politycznego w sposób pokojowy i poprzez dialog[236]. 1 lipca USA ogłosiły, że zawieszają prowadzenie wspólnych operacji wojskowych z Hondurasem[28]. 2 lipca USA zawiesiły swoją pomoc wojskową dla Hondurasu w wysokości 16,6 mln USD[68][257]. 20 lipca sekretarz stanu Hillary Clinton, w czasie rozmowy z Roberto Michelettim, wezwała go do kontynuowania negocjacji i zagroziła zawieszeniem przez Stany Zjednoczone całej pomocy gospodarczej dla Hondurasu w wypadku ich niepowodzenia[68]. 24 lipca Hilary Clinton określiła próbę powrotu Zelayi do kraju przez granicę z Nikaraguą jako „lekkomyślną” i niesprzyjającą „poszerzaniu wysiłków przywracających porządek konstytucyjny i demokratyczny w czasie kryzysu”. Wezwała wszystkie strony do „unikania wszelkich akcji prowokacyjnych, które mogłyby doprowadzić do przemocy”[77]. 28 lipca USA unieważniły wizy czterem członkom rządu tymczasowego Hondurasu[258]. 7 sierpnia 2000 grupa 15 demokratycznych kongresmenów wystosowała list do prezydenta Obamy, apelując o zamrożenie aktywów członków tymczasowych władz Hondurasu i objęcie ich zakazem wjazdu na terytorium USA[225]. W odpowiedzi na niepowodzenie misji OPA w Hondurasie, USA 26 sierpnia 2009 czasowo zawiesiły wydawanie wiz mieszkańcom Hondurasu, z wyjątkiem sytuacji nagłych i tych o podłożu imigranckim. Obostrzenia dotyczyły więc turystów i przedsiębiorców[1]. 27 sierpnia 2009 USA zdecydowały o wstrzymaniu pomocy finansowej dla Hondurasu w wysokości prawie 150 mln dolarów[259]. 3 września sekretarz stanu Hillary Clinton, w czasie spotkania z Manuelem Zelayą, ogłosiła wstrzymanie pomocy finansowej dla Hondurasu w wysokości 30 mln USD. Oświadczyła również, że Stany Zjednoczone nie uznają wyników wyborów prezydenckich, organizowanych w listopadzie przez rząd tymczasowy[260]. 12 września 2009 USA unieważniły wizę dyplomatyczną i turystyczną samemu Michelettiemu[261].
- Urugwaj – wiceprezydent Urugwaju Rodolfo Nin Novoa potępił zamach i wezwał do przywrócenia porządku demokratycznego w Hondurasie[262].
- Wenezuela – prezydent Hugo Chávez nazwał wydarzenia mianem „zamachu” godnego „troglodytów”[263]. Odpowiedzialnością za zamach obarczył „imperium Jankesów” i zagroził akcją wojskową w przypadku ataków na ambasadora Wenezueli w Hondurasie[9][236]. Postawił ponadto wenezuelskie siły zbrojne w stan najwyższej gotowości i stwierdził, że zrobi wszystko co koniecznie, by „przerwać” zamach[264]. 29 czerwca prezydent Chavez w czasie spotkania przywódców ALBA stwierdził, że nie pozwoli na powrót przeszłości i domaga się respektowania suwerenności Hondurasu[265]. 8 lipca wenezuelski minister ds. ropy naftowej Rafael Ramírez ogłosił, że jego kraj wstrzymał eksport ropy naftowej do Hondurasu do czasu przywrócenia prezydenta Zelayi. Dzienny eksport ropy z Wenezueli do Hondurasu kształtował się na poziomie 20 tys. baryłek[266]. 21 lipca Roberto Micheletti dał personelowi wenezuelskiej ambasady 72 godziny na opuszczenie Hondurasu. Oskarżył Wenezuelę o grożenie użyciem siły i mieszanie się w sprawy wewnętrzne Hondurasu. Poinformował, że z Caracas zostanie wycofany również personel ambasady honduraskiej. Przedstawiciele Wenezueli stwierdzili, że nie opuszczą placówki, gdyż nie uznają rządu Michelettiego, który „jest wspierany przez bagnety”[70]. 22 sierpnia 2009 władze Hondurasu ograniczyły dostęp do wenezuelskiej ambasady i zagroziły deportacją dyplomatów po opuszczeniu przez nich terenu ambasady[241].
- Wielka Brytania – brytyjski Foreign Office „potępił usunięcie prezydenta Zelayi i wezwał do przywrócenia demokratycznego i konstytucyjnego rządu”. Wyraził zaniepokojenie rozmieszczeniem wojska na ulicach Tegucigalpy[267].

## Powrót Manuela Zelayi do Hondurasu
4 maja 2010 honduraskie władze powołały do życia komisję ds. zbadania okoliczności przeprowadzenia zamachu stanu. Na jej czele stanął były wiceprezydent Gwatemali Eduardo Stein. Zwolennicy Zelayi uznali powstanie komisji za działanie prowizoryczne i kwestionowali jej niezależność. Rząd podjął również działania na rzecz przełamania izolacji na arenie międzynarodowej i ponowne przyjęcie do OPA, która zawiesiła Honduras w prawach członka. Działania ta wsparła administracja amerykańska, natomiast Brazylia, Argentyna, Wenezuela, Ekwador i Nikaragua sprzeciwiały się powrotowi Hondurasu w szeregi organizacji do czasu stworzenia prezydentowi Zelayi możliwości pełnego uczestnictwa w życiu politycznym.
25 marca 2011 Sąd Najwyższy anulował nakaz aresztowania Manuela Zelayi. 2 maja 2011 sąd apelacyjny anulował natomiast wszystkie zarzuty wobec Zelayi, dotyczące oszustwa i sfałszowania dokumentów. Decyzję tę pochwalił sekretarz generalny OPA José Miguel Insulza, który stwierdził, że otwiera ona możliwość powrotu Zelayi do ojczyzny i ponownego przyjęcia Hondurasu do OPA.
W kwietniu 2011 prezydenci Wenezueli Hugo Chávez oraz Kolumbii Juan Manuel Santos rozpoczęli negocjacje z prezydentem Porfirio Lobo Sosą na temat powrotu Manuela Zelayi do kraju. Rezultatem rozmów było podpisanie porozumienia 23 maja 2011 w Cartagenie pomiędzy Lobo Sosą a Zelayą. Przewidywało ono powrót obalonego prezydenta do Hondurasu, umożliwienie mu działalności w życiu politycznym, a także powrót Hondurasu do Organizacji Państw Amerykańskich. 28 maja 2011 Manuel Zelaya powrócił do kraju po 16-miesięcznej emigracji. Na lotnisku w Tegucigalpie witało go tysiące jego zwolenników.